# Abbigliamento del XV secolo

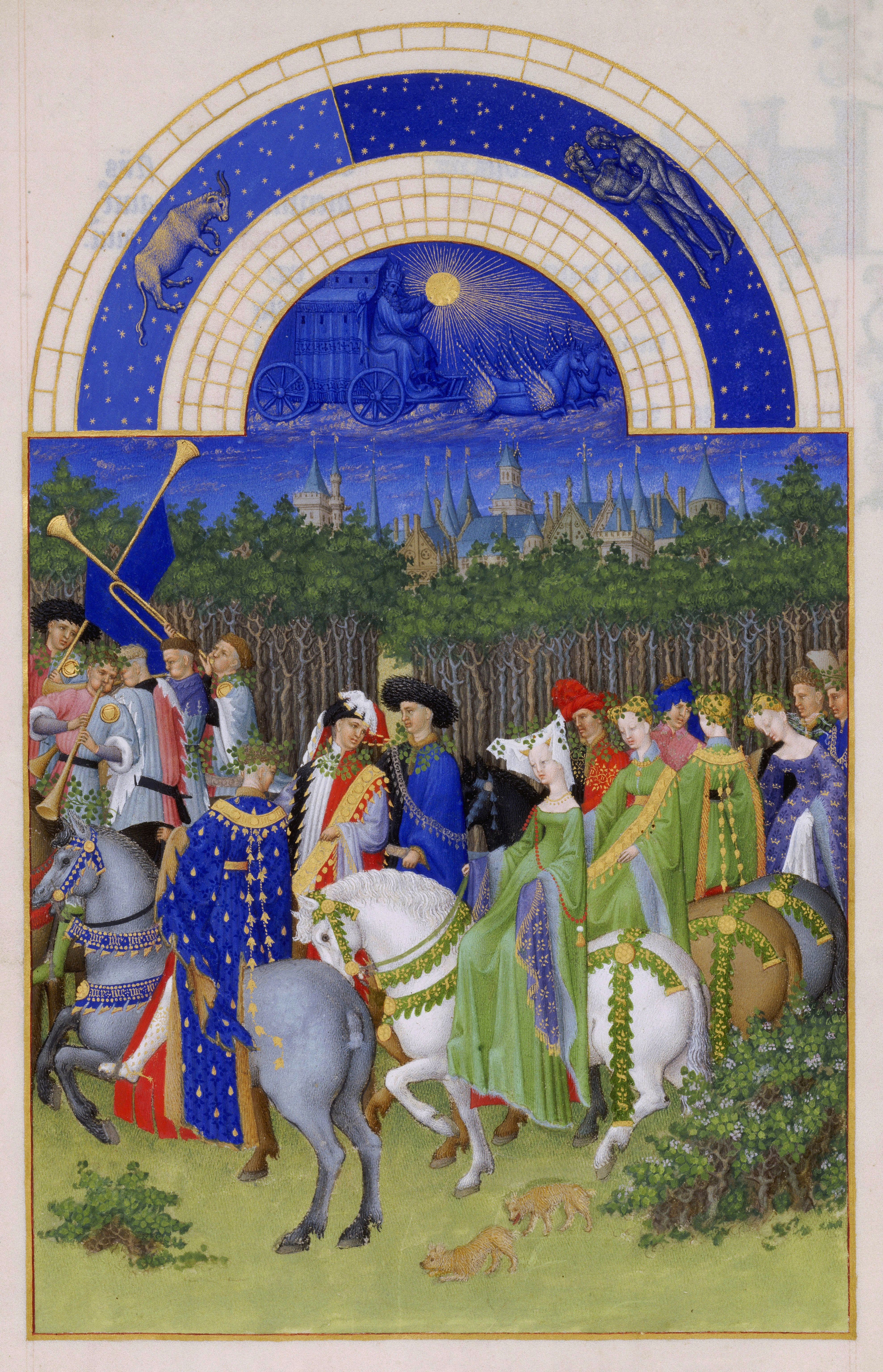
Miniatura del 1410-15 raffigurante uno dei mesi del ciclo delle Très riches heures du Duc de Berry.

L'abbigliamento del XV secolo segue una moda determinata da una continua fase di sperimentazione che, da un vestiario a inizi secolo ancora legato ad una moda trecentesca ascrivibile nella moda del Gotico internazionale, approda alla fine del secolo nella moda rinascimentale (non senza passare prima nella moda Tardo-Gotica o Umanistica). Sebbene vi siano delle differenze stilistiche da un luogo all'altro, è possibile farsi un'idea di come durante questo periodo la moda si evolva in maniera incredibilmente logica.
A inizio secolo sia uomini che donne indossavano pellande di fogge e dimensioni diverse. I ceti più abbienti ed elitari avevano pellande impreziosite da fili d'oro, da stelle dorate su fondo blu, e con orli, maniche e colletti ornati con pellicce di visone. A questo si aggiungeva, nella moda maschile, il capperone e le poulaine. Le donne ad inizio secolo indossavano invece copricapi di lino bianchi, oppure veli che coprivano e raccoglievano i capelli. La moda femminile in questo periodo abbonda di strascichi e veli, e la pellanda era accollata come quelle degli uomini. I colori erano sgargianti per entrambi i sessi, quello più usato per i primi trent'anni del quattrocento fu il blu cielo.
Verso gli anni 1430 le lunghe pellande si accorciano sempre più per gli uomini più giovani, mentre le vesti delle donne si scollano progressivamente fino a lasciare scollate entrambe le spalle verso la metà del secolo in Francia.
Sempre in Francia vengono ideati a metà secolo dei cappelli dalla foggia appuntita e molto allungati impreziositi di lettere e fili d'oro.
Verso metà secolo la pellanda per gli uomini è quasi sempre corta, e i colori sono il blu e il rosso. Si dovrà attendere gli anni 1470 per vedere dei cappelli dalla foggia quasi cilindrica o a bombetta soppiantare il capperone, che verrà rapidamente dimenticato. Le poulaine subiscono un allungamento progressivo nel corso del secolo, raggiungendo nel 1470 la loro massima estensione in lunghezza. Negli anni 1480 si ritorna invece a scarpe leggermente appuntite o a stivali militari.
Nelle dame si diffondono copricapi conici con fondo velato, entrati poi nell'immaginario comune come il "cappello da fata".
A fine Quattrocento si verifica un processo di semplificazione della moda, riconducibile alle travagliate vicende del tempo.

## Anni 1400-1430

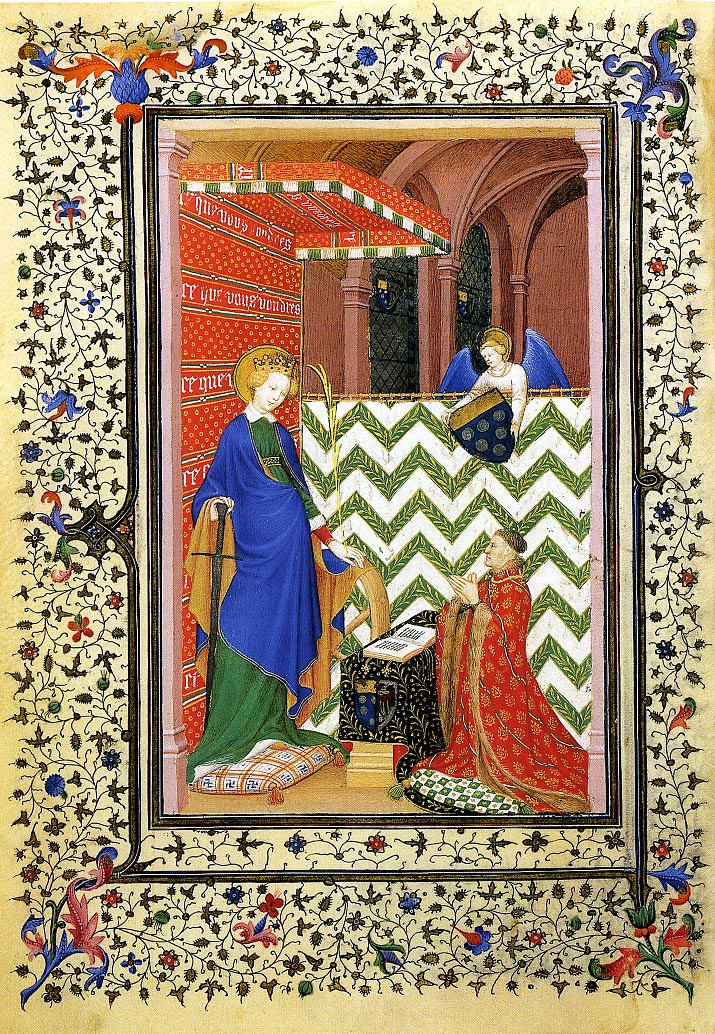
Il capitano Jean le Meingre mentre prega di fronte alla Madonna, è raffigurato con la pellanda ornata di pelliccia e damascata, i capelli sono a scodella. 1410-1415 circa

L'abbigliamento è caratterizzato da abiti lunghi con strascichi detti in Italia  traini e da varie vesti e sopravvesti tra cui le pellande. Gli uomini portano una sorta di taglio a scodella (molto simile all'odierno undercut) e un pizzetto a forchetta, la testa è cinta da un capperone. Le maniche di queste raffinatissime pellande sono inizialmente aperte e lunghissime (arrivando in alcuni casi quasi a terra), lavorate a frangia oppure ornate di pelliccia. Verso gli anni '40 però le maniche si accorciano e si chiudono, diventando molto ampie alle spalle per poi restringersi verso i polsi. Dopo gli anni '20 la moda impone l'uomo completamente sbarbato, e spesso anche i capelli sono costantemente rasati ai lati ed alla nuca. Le nobildonne portano la pellanda e un fazzoletto di lino in testa, oppure capelli legati con fiori (specialmente in Italia).
I colori predominanti sono il blu, il verde, il rosa e il celeste chiaro. Le lunghe pellande sono tempestate d'oro, di fiammelle dorate, e sono ornate al collo e ai piedi, nei periodi invernali, da pellicce di visone ed altri animali. Il colore delle calze è il bianco. Le pellande maschili e femminili ad inizio secolo coprono tutto il collo, ma, mentre dopo il 1410 i modelli maschili rimangono invariati, quelli femminili si scollano progressivamente tra il 1415 e il 1430. Questo periodo della moda fu dominato nel panorama europeo dalla Francia, ma in seguito alla sconfitta di Anzicourt nel 1415, contro inglesi e borgognoni, la moda francese perse forza e lasciò campo alla moda borgognona, che mirò ad accorciare al polpaccio la pellanda maschile.

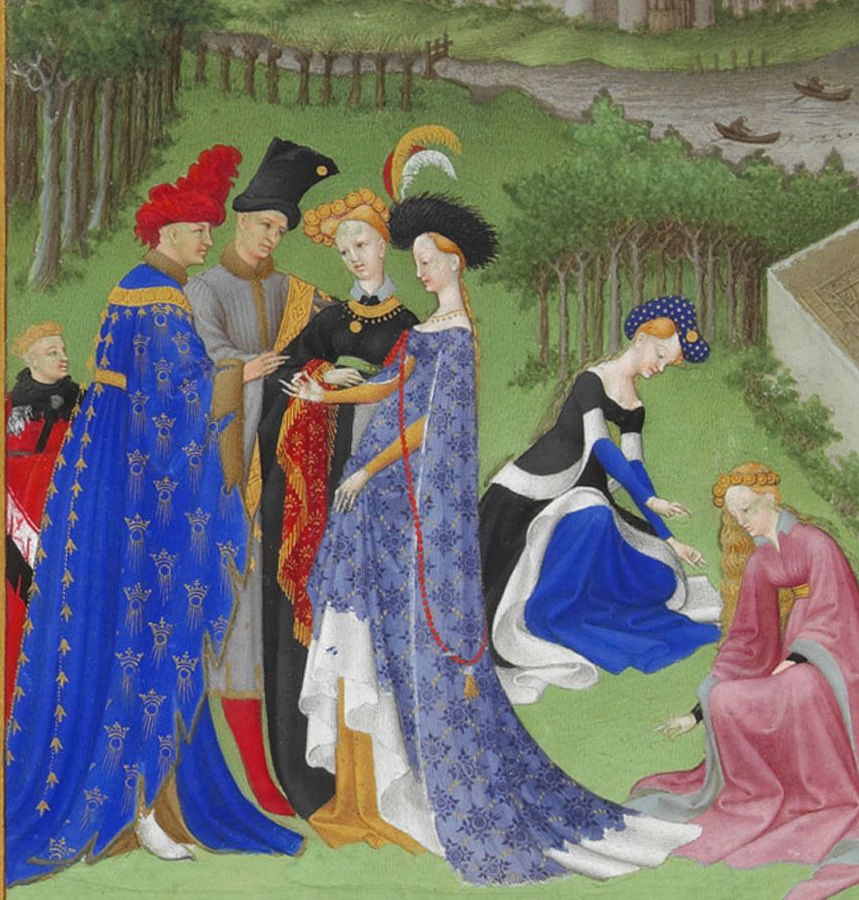
Les Tres Riches Heures du duc de Berry, 1415 c.a., Mese d'Aprile. Gli uomini e le donne portano lunghe pellande dai colori sgargianti, le maniche arrivano fino terra e sono finemente lavorate, lo stile gotico internazionale e la sua verticalità si rifletteva anche sul vestiario nobiliare
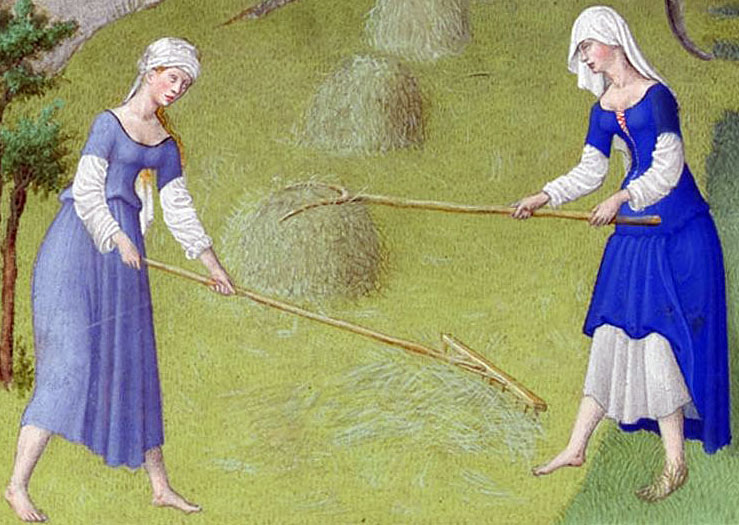
Vestiario contadino, verso il 1415
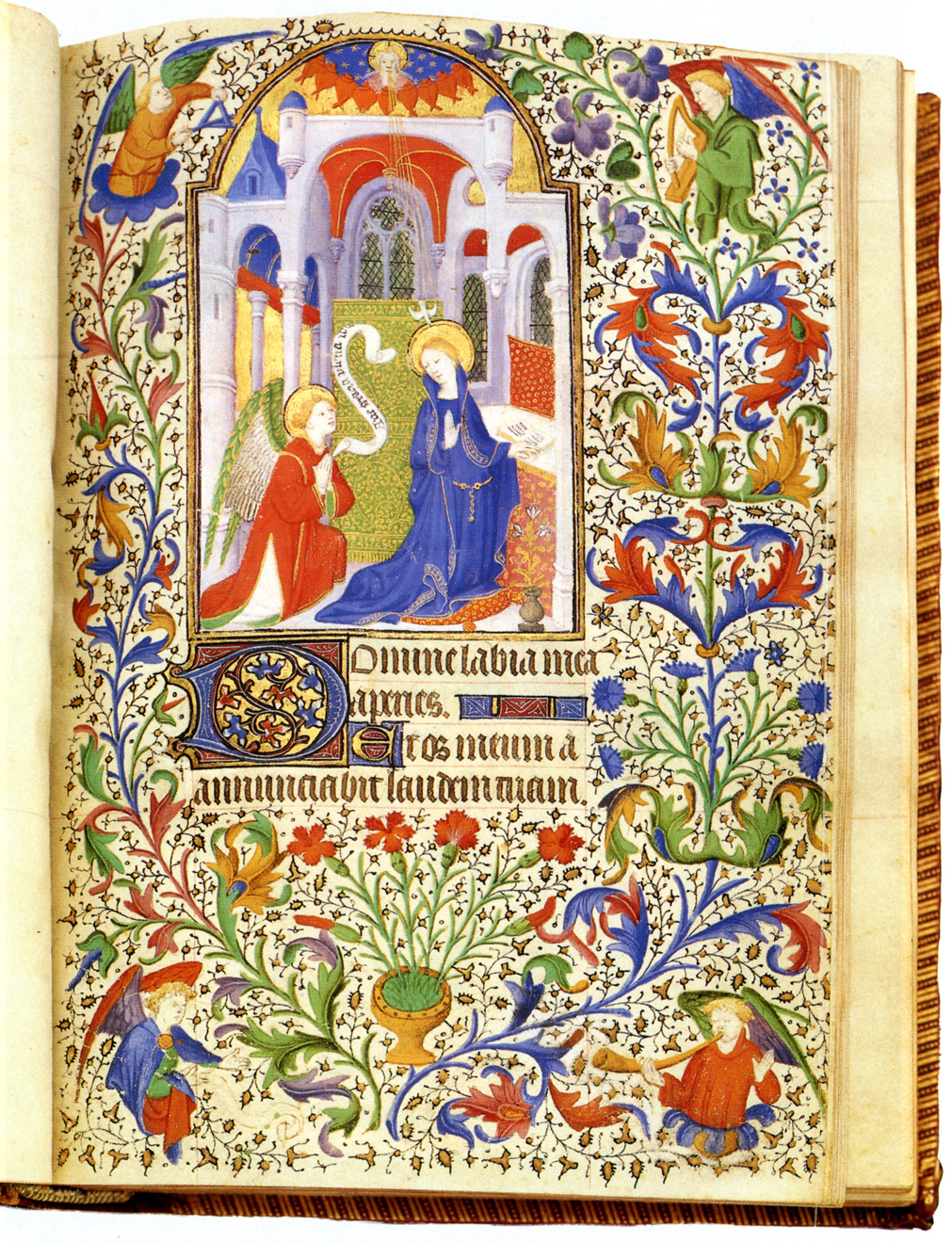
Libro del Maestro di Boucicaut, verso il 1410
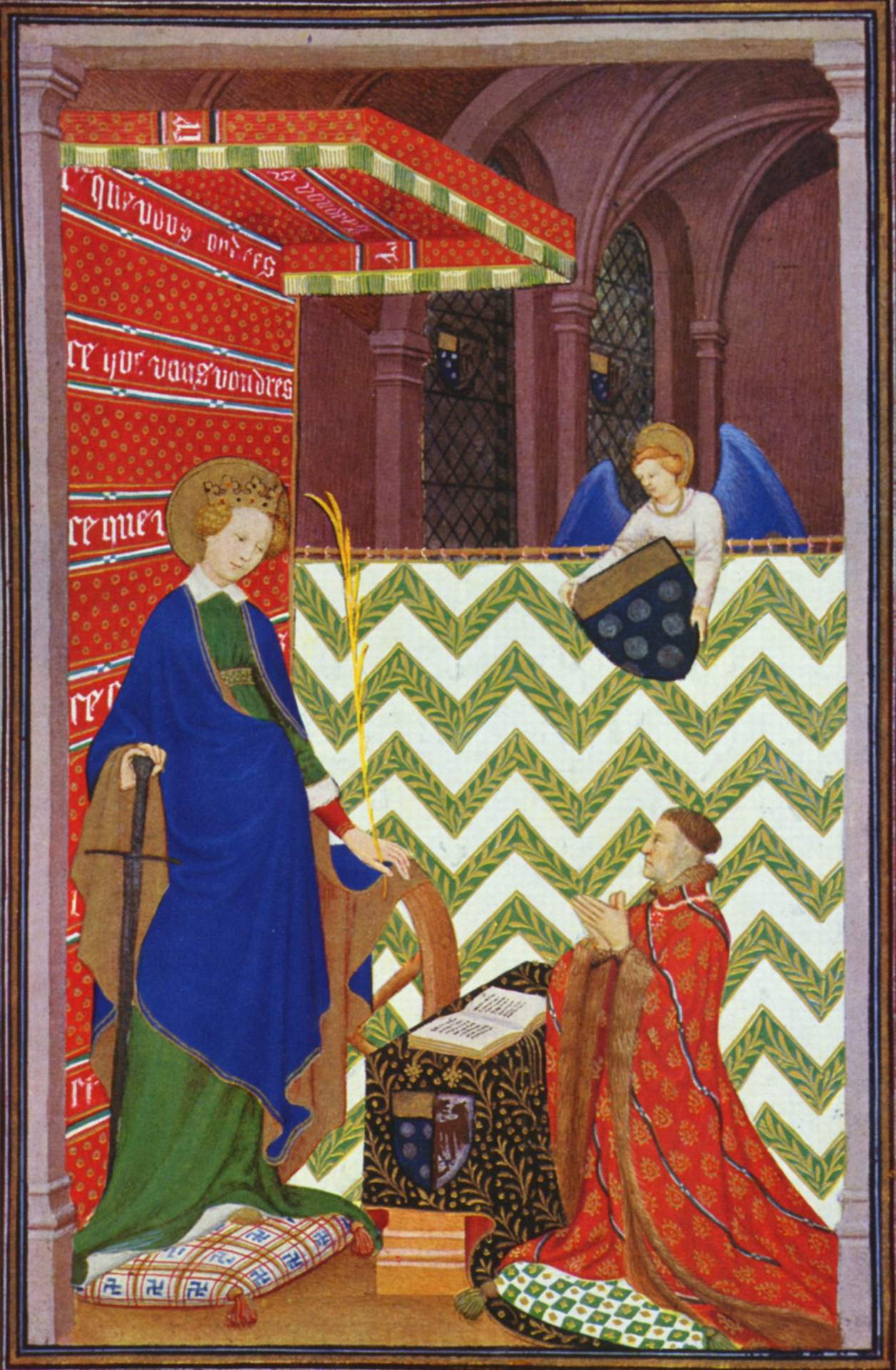
Libro del Maestro del Maresciallo di Boucicat 1410-1415
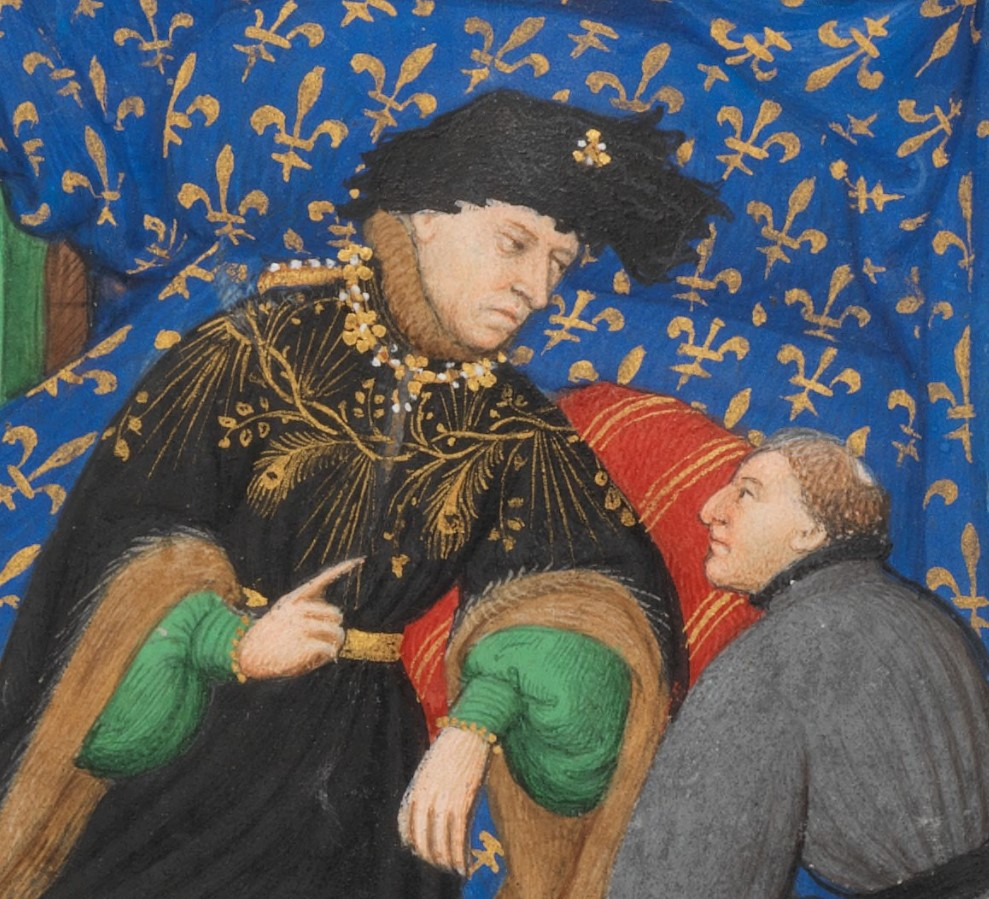
Carlo VI il pazzo e Pierre Salmon, verso il 1415-16, il re indossa una pellanda riccamente decorata, ornata di visone al collo e un capperone merlato
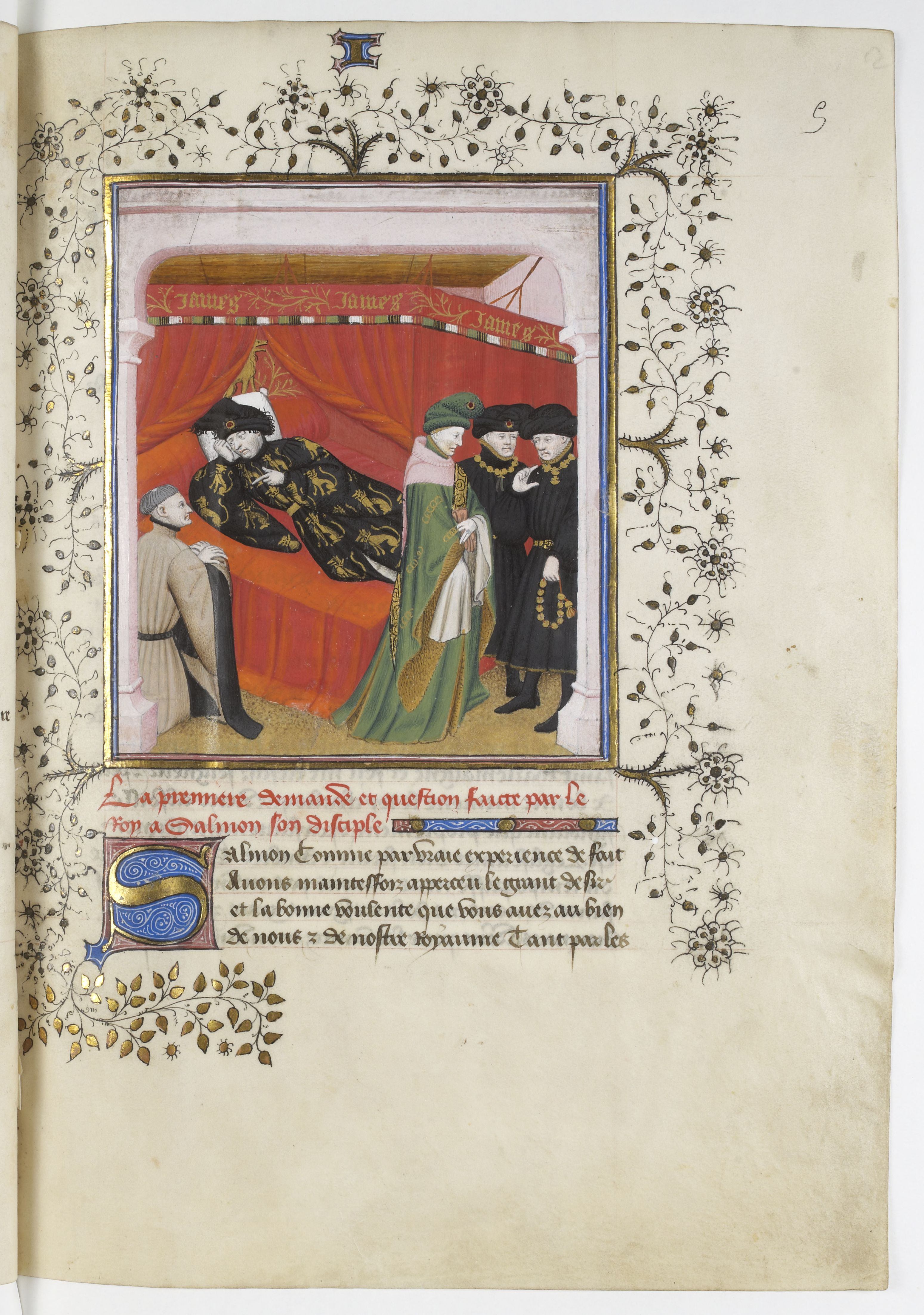
Dialoghi di Pierre Salmon, verso il 1416
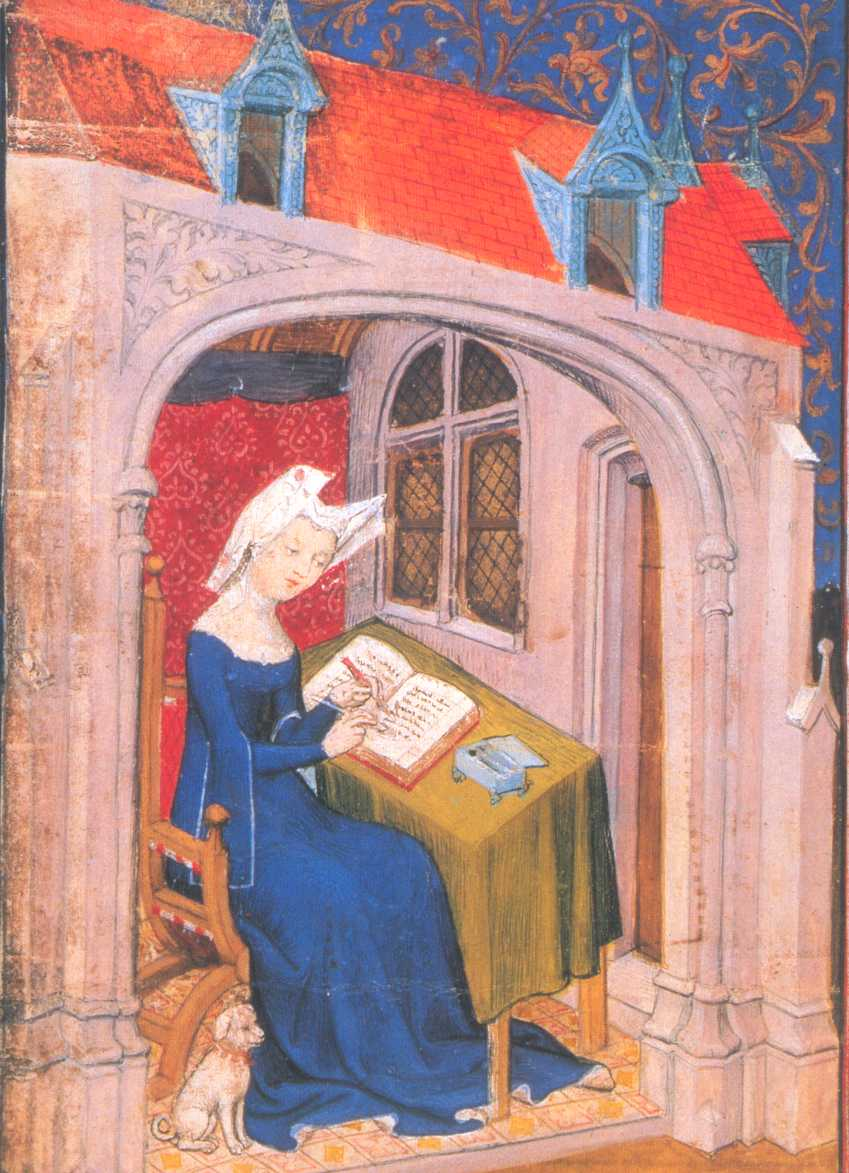
Christine de Pizan autrice della Città Delle Dame, miniatura del 1420
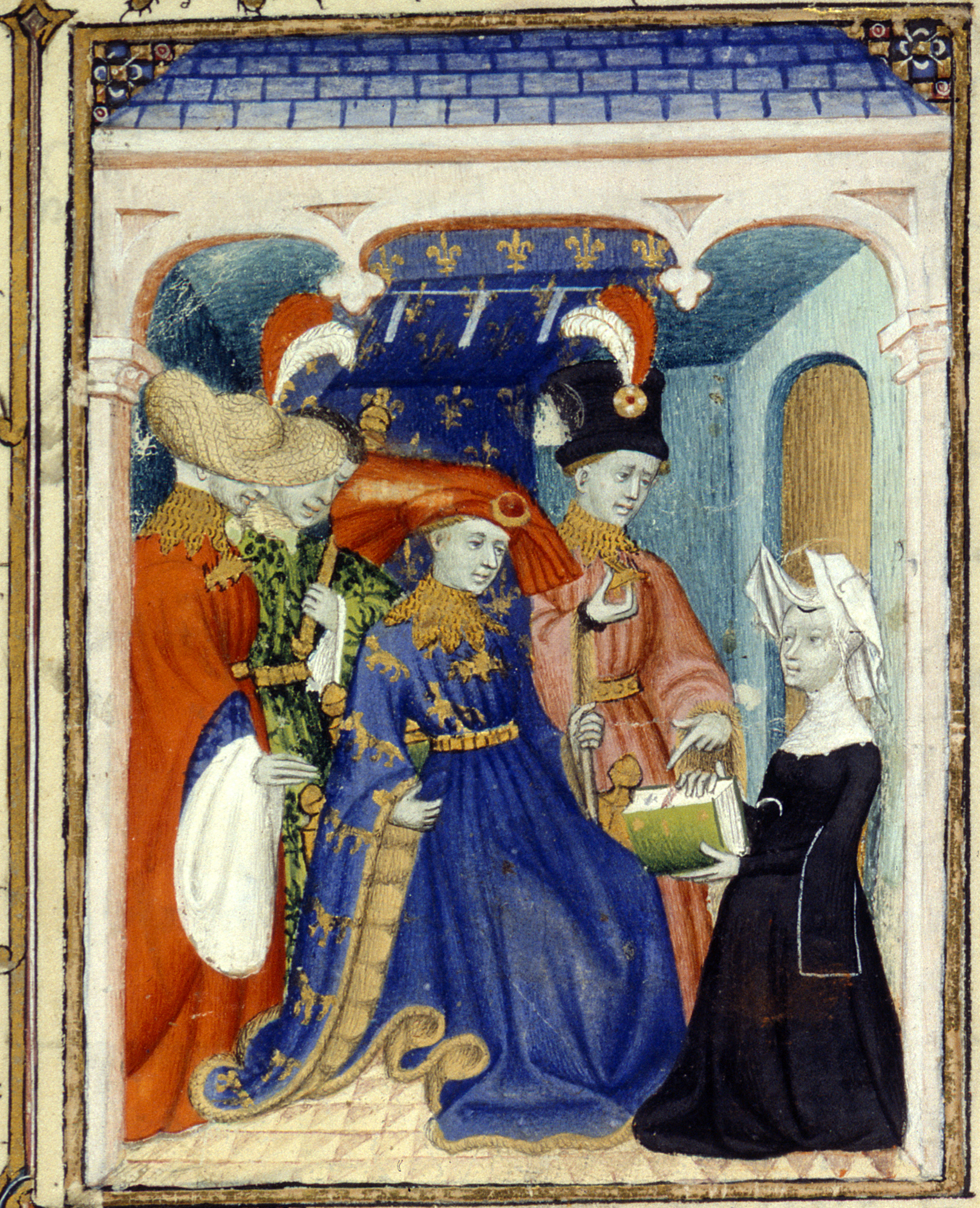
Miniatura tratta dalla città delle dame, verso il 1420

## Anni 1430-1455
Con lo spostamento del baricentro politico in Borgogna, la moda fu caratterizzata da un progressivo accorciamento della pellanda maschile, fino ad arrivare al ginocchio. I capi diventano meno stravaganti, si adotta una moda apparentemente più semplice, i gioielli cambiano forma e foggia. Le maniche delle pellande si chiudono, diventando dapprima a becco di pellicano, e in seguito non differenti dalle moderne felpe. Si portano collane d'oro, le poulaine si allungano e sono rigorosamente nere. I colori maggiormente portati sono Il rosso, L'azzurro chiaro, il blu e in nero. Per gli uomini il collo d'ermellino diventa meno accollato, lasciando lievemente scoperto il farsetto sottostante. I capelli sono a scodella, i volti rasati. Il colore di maggior eleganza diventa il nero
Il vestiario femminile conosce la comparsa di alti copricapi a forma di corna e si portano tra le dame tessuti damascati. Si diffondono i primi Hennin in Europa continentale, mentre in Italia centro-settentrionale i capelli sono portati con fiori o gioielli e il collo del vestito è rotondo. In entrambe le zone di influenza la cintura viene posta appena sotto il seno. Per i giovani dell'Italia centro-settentrionale, soggetti alla moda toscana (I giovani dell'Italia meridionale erano soggetti alla moda borgognone con influenze francesi sotto gli Angiò, e catalane sotto gli Aragonesi) si diffonde la giornea, inizialmente finemente decorata e ornata di visone, poi, a partire dalla seconda metà del secolo, sempre più corta e meno lavorata.

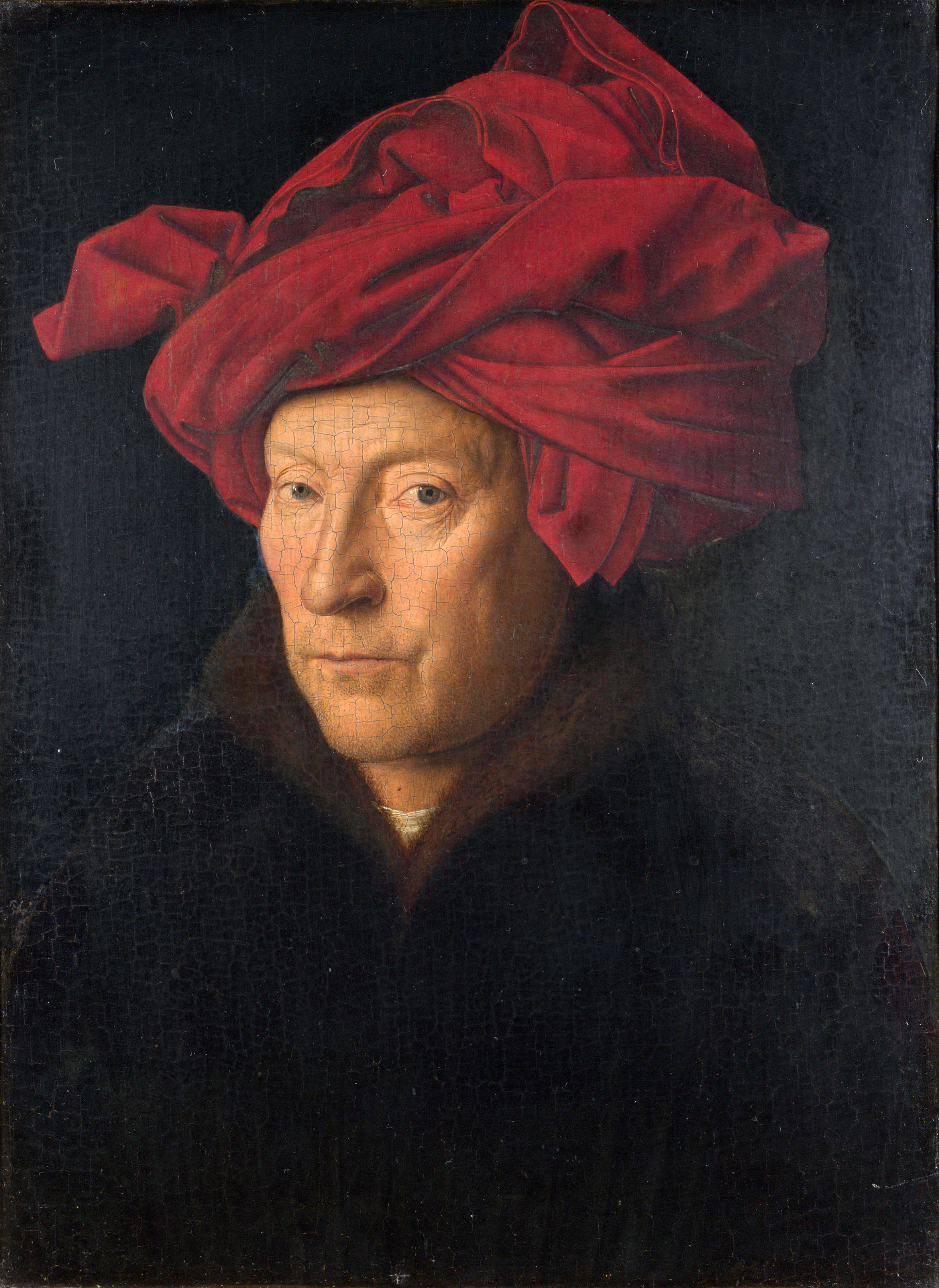
Ritratto di uomo, Jan van Eyck, verso il 1433
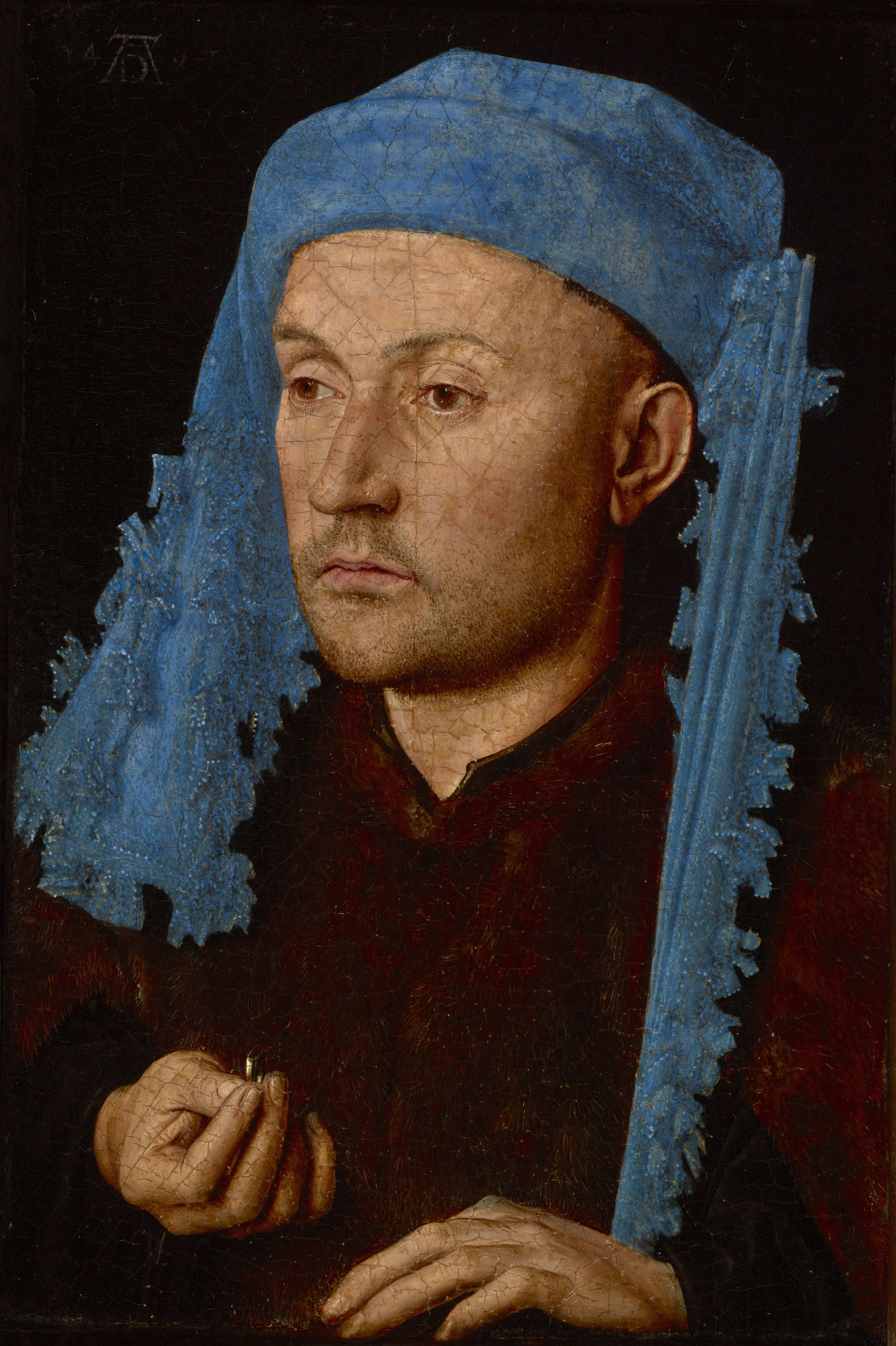
Uomo con Capperone blu, Jan van Eyck, verso il 144o
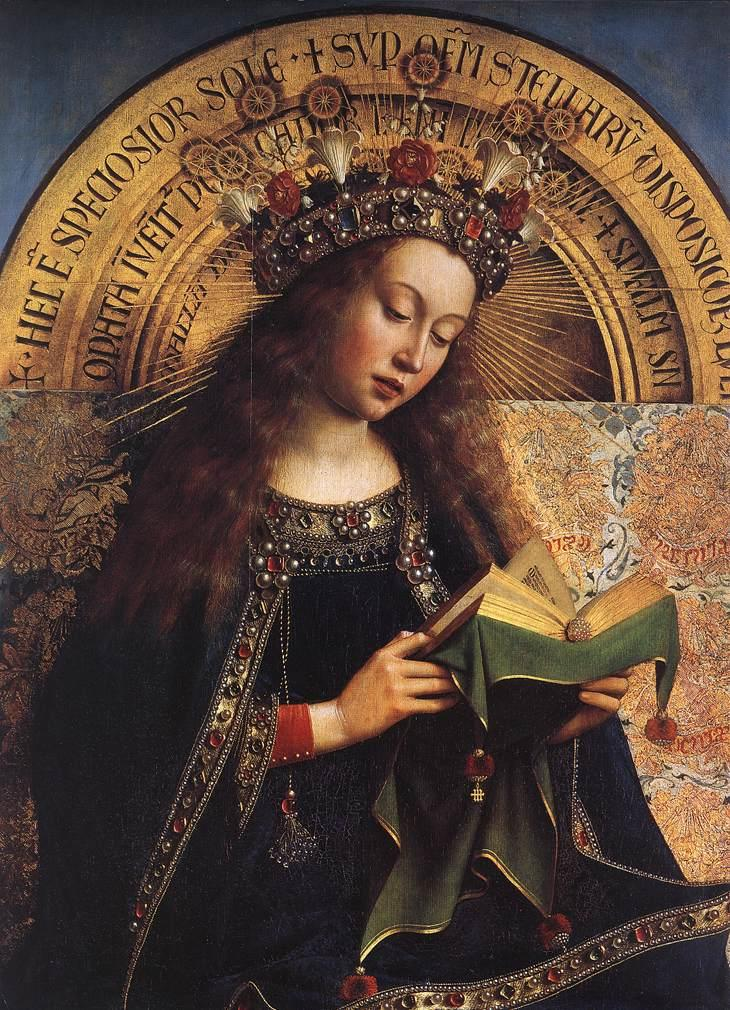
Vergine Maria, Jan van Eyck, verso il 1440
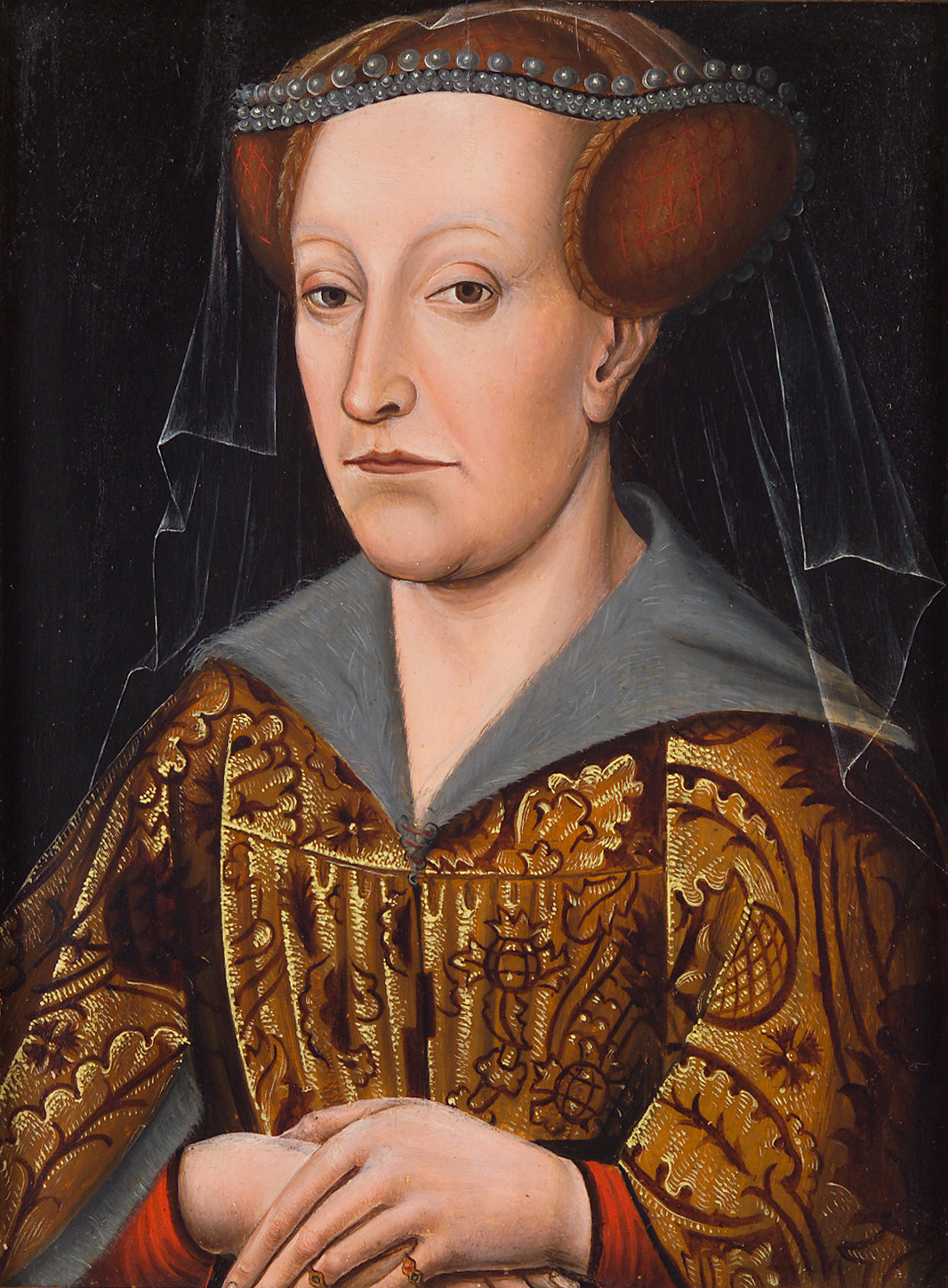
Ritratto di donna, verso il 1440
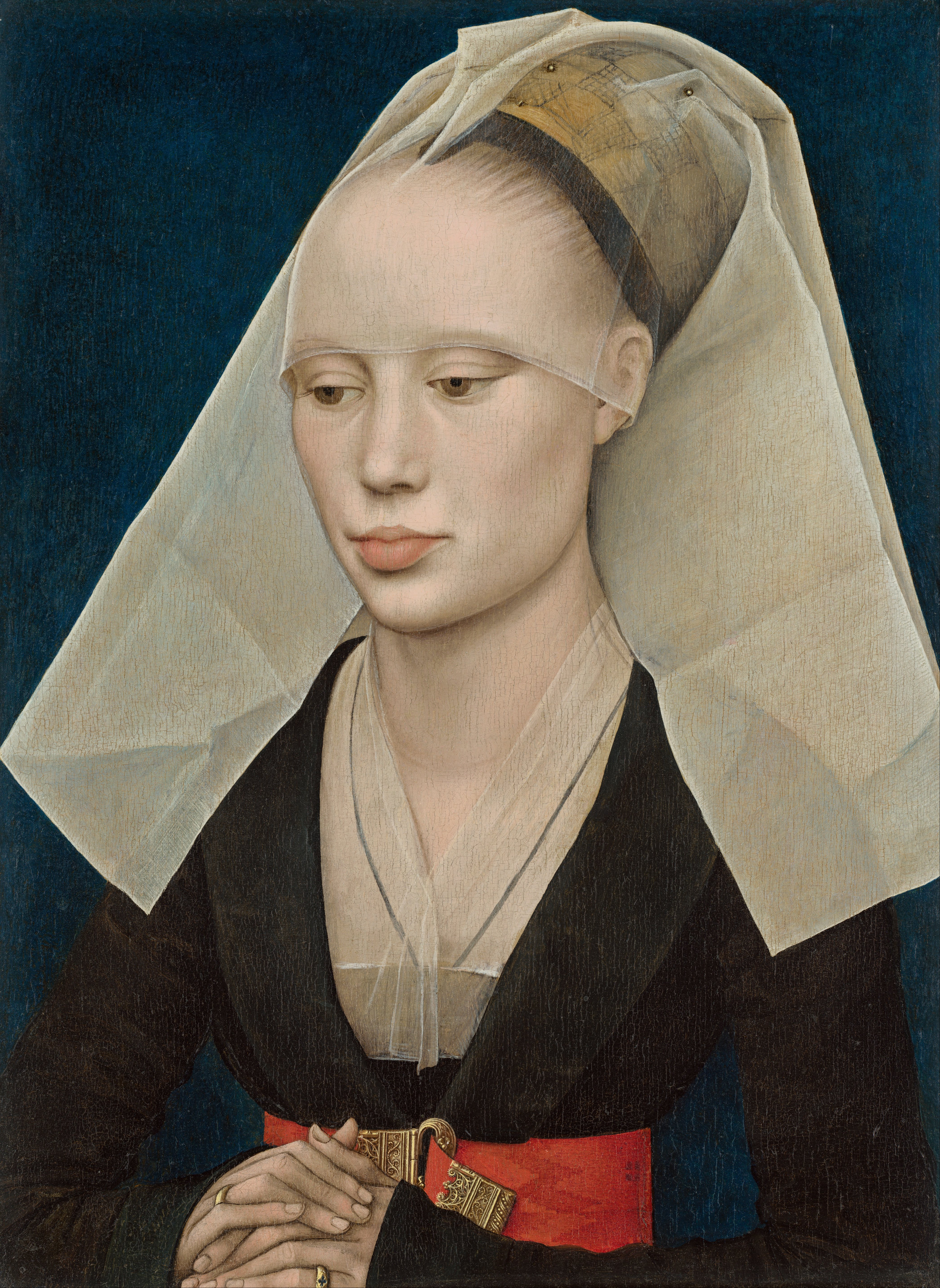
Ritratto di ragazza
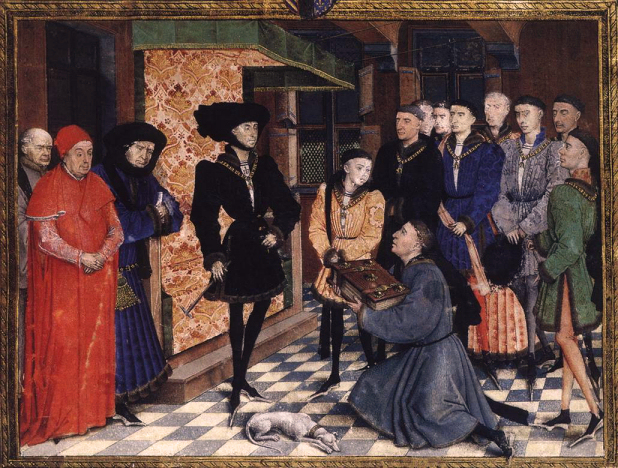
Miniatura raffigurante Filippo III duca di Borgogna con i suoi dignitari mentre riceve un codice da Van der Weyden, 1445 circa. Il bambino al fianco è il figlio, Carlo il Temerario. La moda Borgognona è ben visibile, dall'utilizzo di spalline imbottite e dal gioco di contrasti che si fa tra pellanda scura e chamise bianca che si intravede nello scollo. Sotto l'influenza borgognona, il nero divenne sinonimo di eleganza
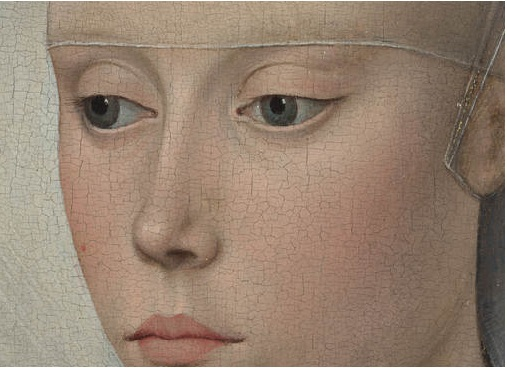

## Anni 1460-1485

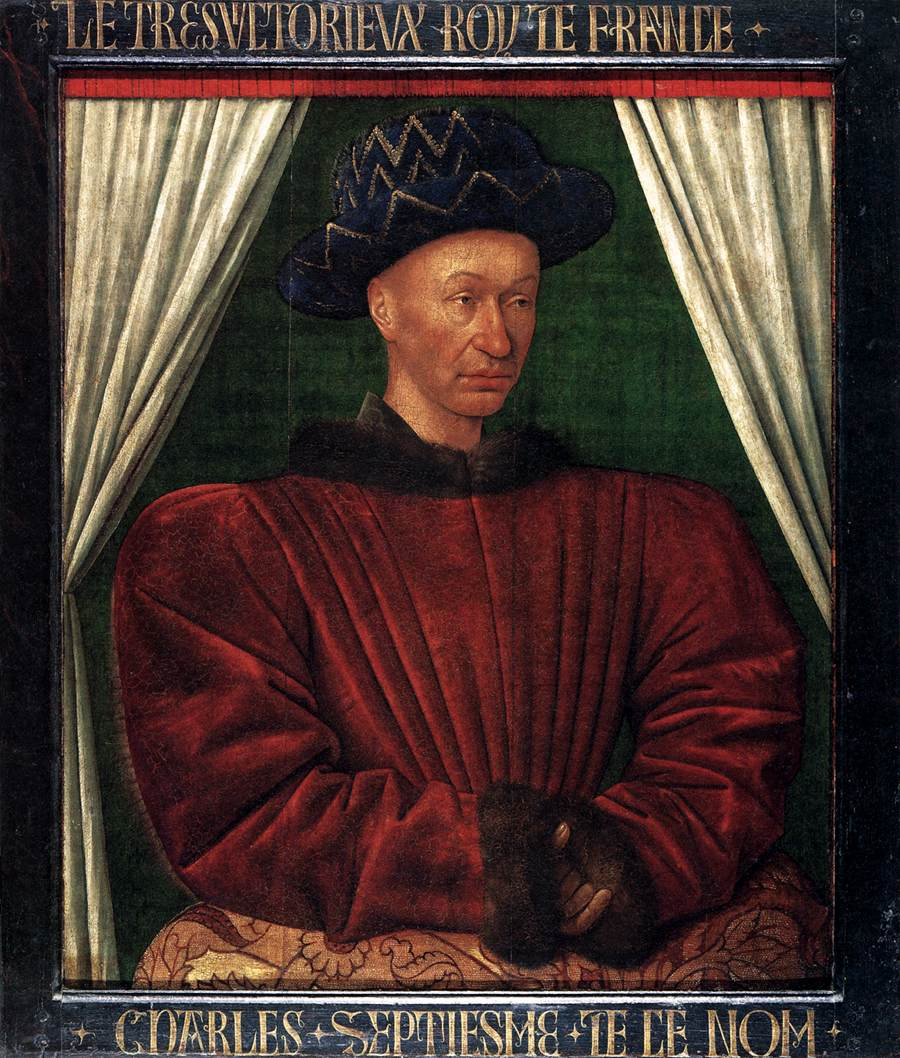
Carlo VII in Trono con Pellanda, metà XV secolo

Verso gli anni '60 i giovani uomini si lasciano crescere i capelli, si diffondono alti copricapi ornati d'oro e di penne, che fanno decadere l'uso del capperone. Il colore della pellanda, o (sempre più spesso) del corto soprabito da indossare sopra il farsetto (capo sempre più importante), è il blu, anche se non mancano già esempi damascati rossi e oro tipici degli anni '70 del XV secolo.
Le donne portano alti copricapi conici con veli e strascichi trasparenti, le vesti sono damascate, ornate di ermellino bianco o montone (alla scollatura) per le donne più facoltose, di lana bianca o lino per le donne meno facoltose. L'abbigliamento contadino varia poco dalla fine del secolo precedente. Nella moda femminile d'oltralpe lo scollo a V diventa sempre più di moda, e in europa continentale come in Italia meridionale il busto diventa più attillato.
Gli anni '70 vedono cambiamenti nella moda maschile. Oltre il nero e il viola, tra i ceti più abbienti trionfa il damascato, che inizia a sostituire i colori precedenti. Iniziano a ricomparire calze di diverso colore( in genere bianche e verdi) ornate da lettere d'oro in gotico (specialmente nelle raffinate e più libere corti francesi). I giovani portano un farsetto borgognone sempre più attillato, con ampie spalline imbottite. Il colore dei farsetti può variare. Ricompare il mantello, appena sotto i fianchi, rigido e portato con una piccola fibula a destra o a sinistra. Gli uomini portano dei cappelli simili alle più tarde bombette, e spesso i nobiluomini camminano con bastoni dorati. I sempre più "emancipati" giovani europei non amano portare sopra il farsetto la pellanda (neanche se fino al ginocchio) e non amano nemmeno portare la giornea, divenuta in Italia sempre più rara. Molto spesso, a cavallo della fine degli anni '70 del secolo e gli inizi del '500, i giovani sono obbiettivo di critiche e di moralismi sul loro abbigliamento troppo vanitoso. Le leggi suntuarie iniziano a vietare la moda di portare le calze attaccate al farsetto, che spesso lasciano intravedere la biancheria intima. A parte queste esagerazioni criticabili, la moda maschile tende ad'un elegante minimalismo.

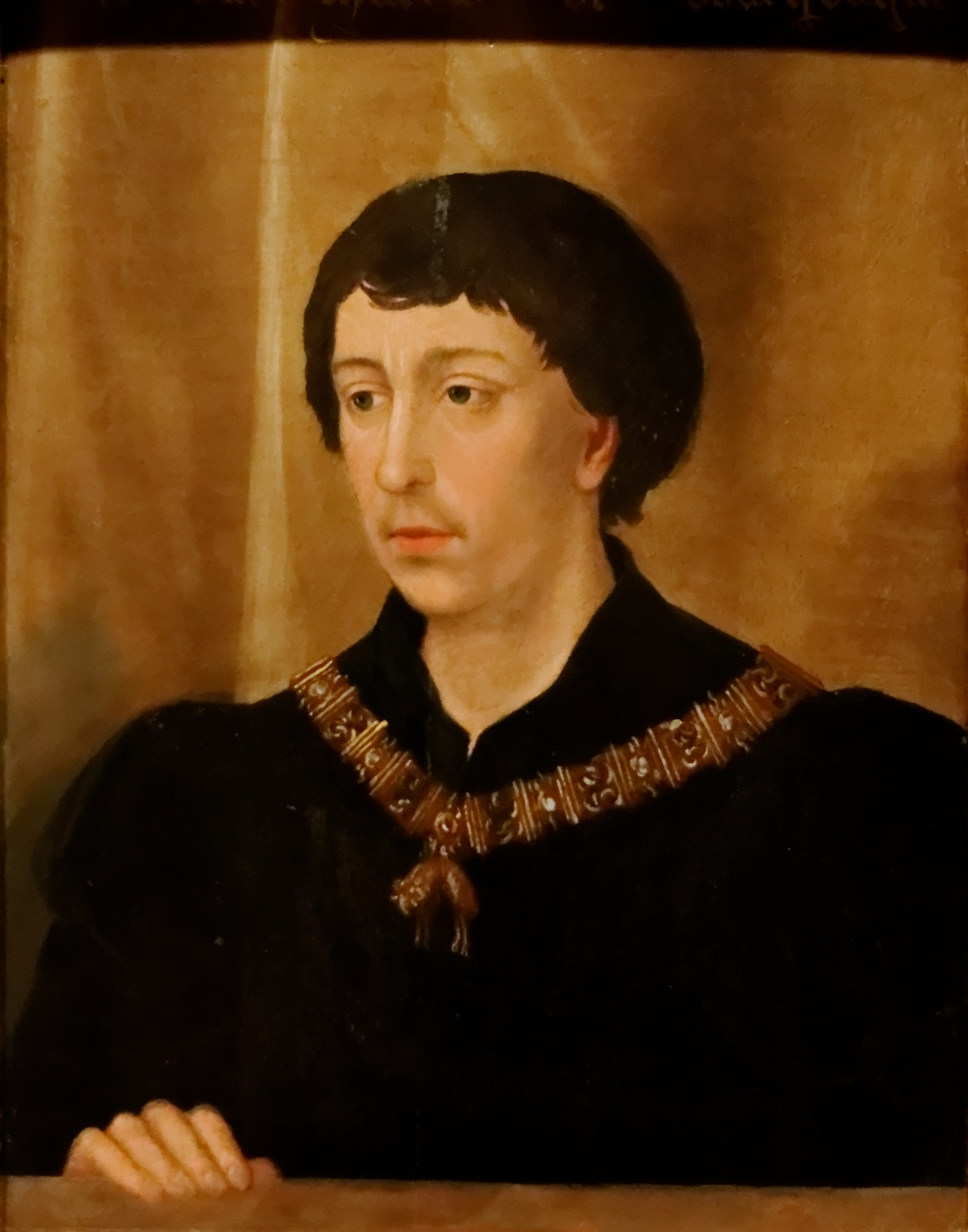
Carlo il Temerario, Duca di Borgogna, seconda metà del XV secolo
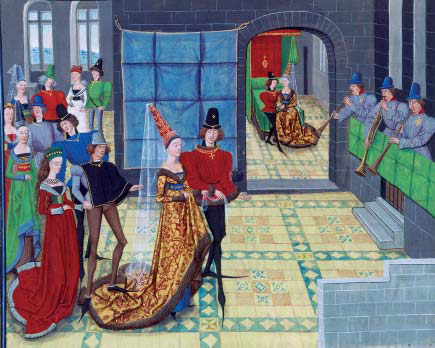
Nozze di Renaut de Montauban, miniatura di Liedet Loyest, 1460
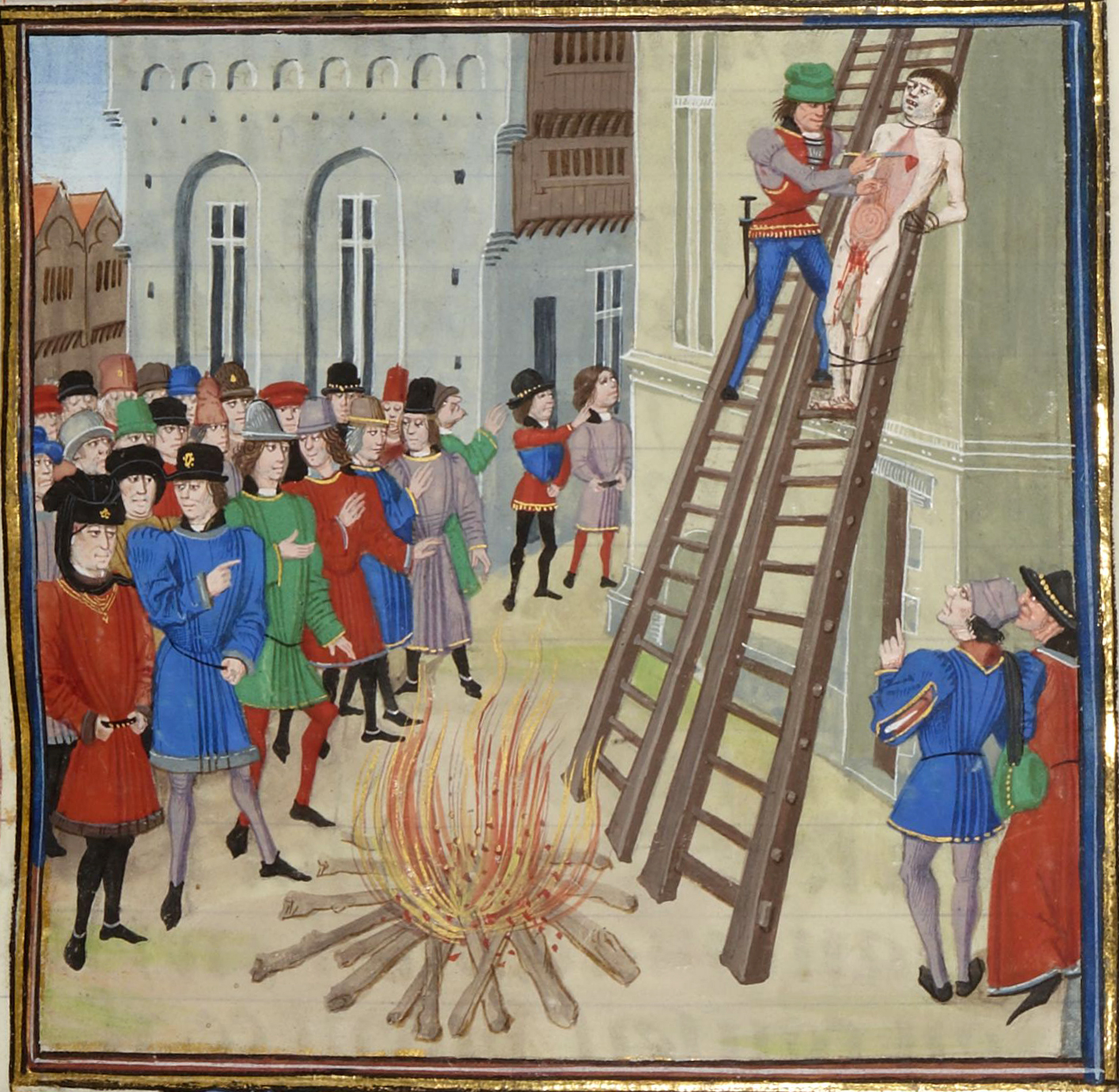
Abbigliamento degli maturi verso il 1455, si noti la lunghezza degli abiti
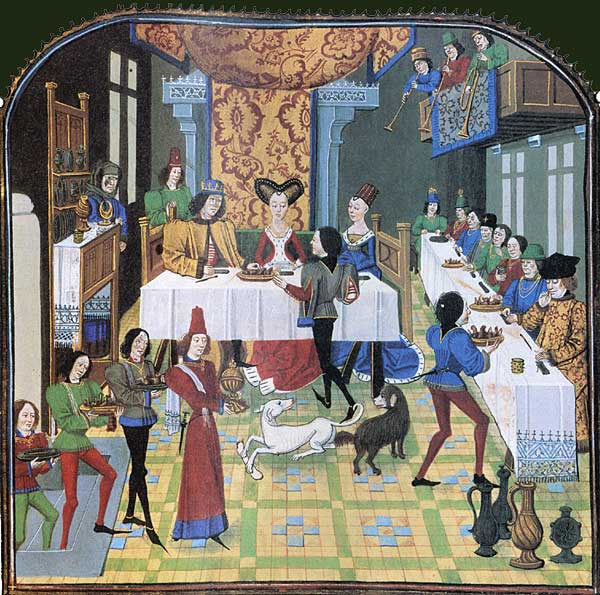
Abbigliamento dei giovani paggi verso il 1455
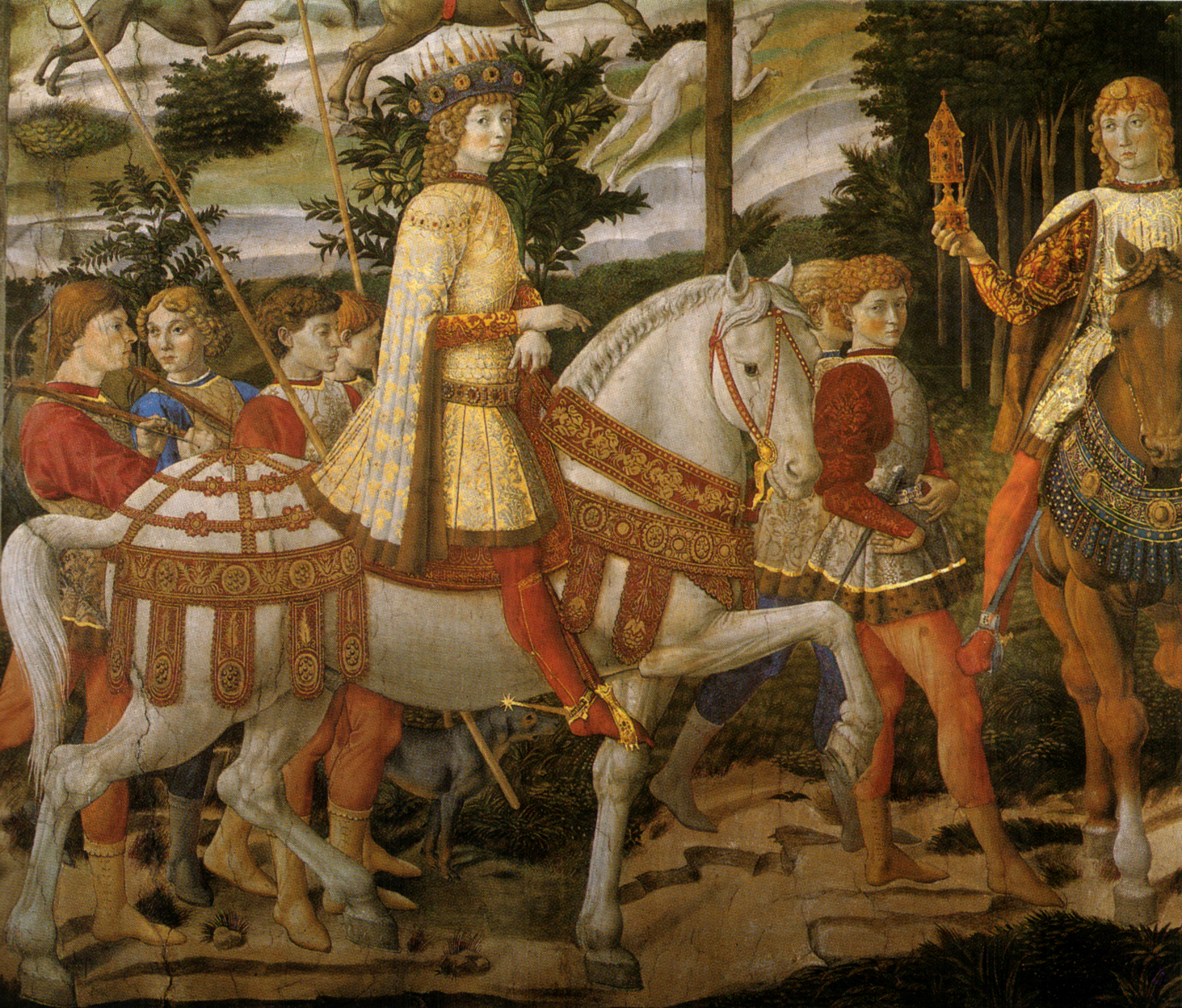
Lorenzo il magnifico, corteo dei re Magi, 1469
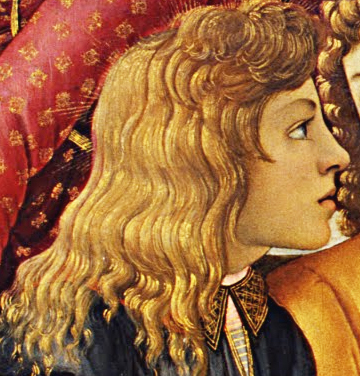
Particolare dei capelli Lunghi nella moda toscana
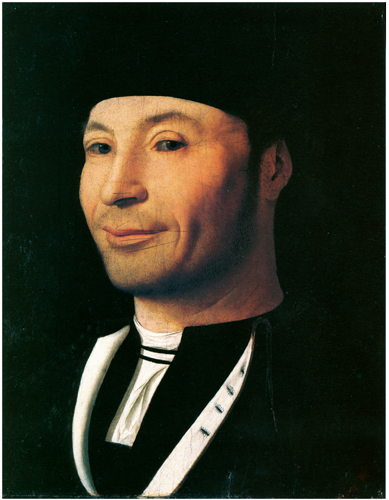
Ritratto di Uomo , Antonello da Messina, seconda metà XV secolo
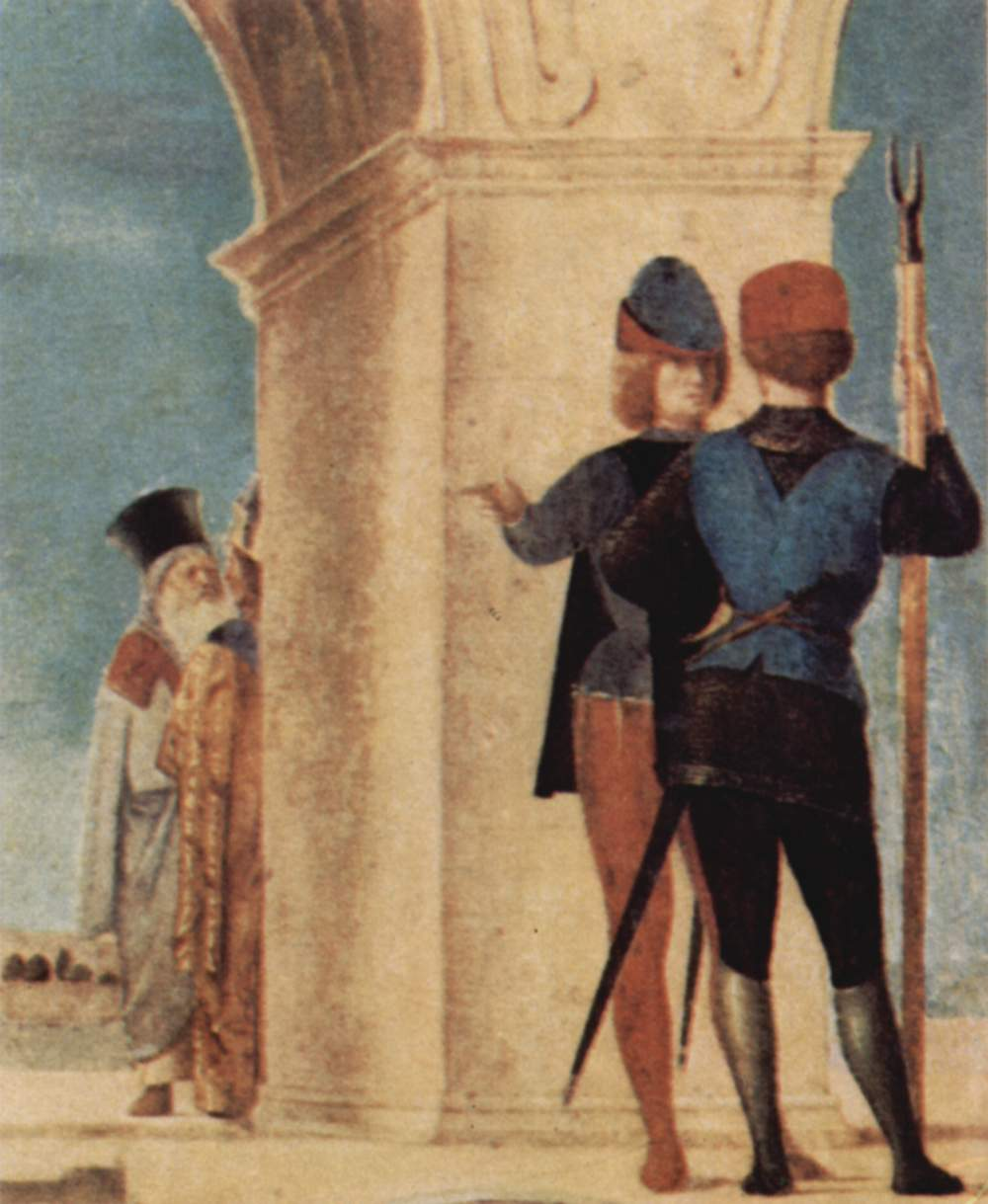
Dettaglio di opera di Antonello da messina in cui si notano due giovani guardie con farsetto borgognone attillato
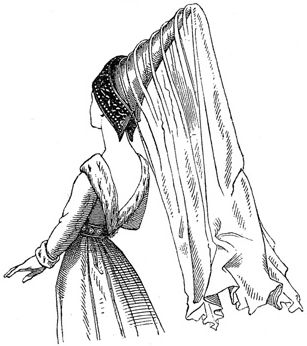
Modello di Hennin
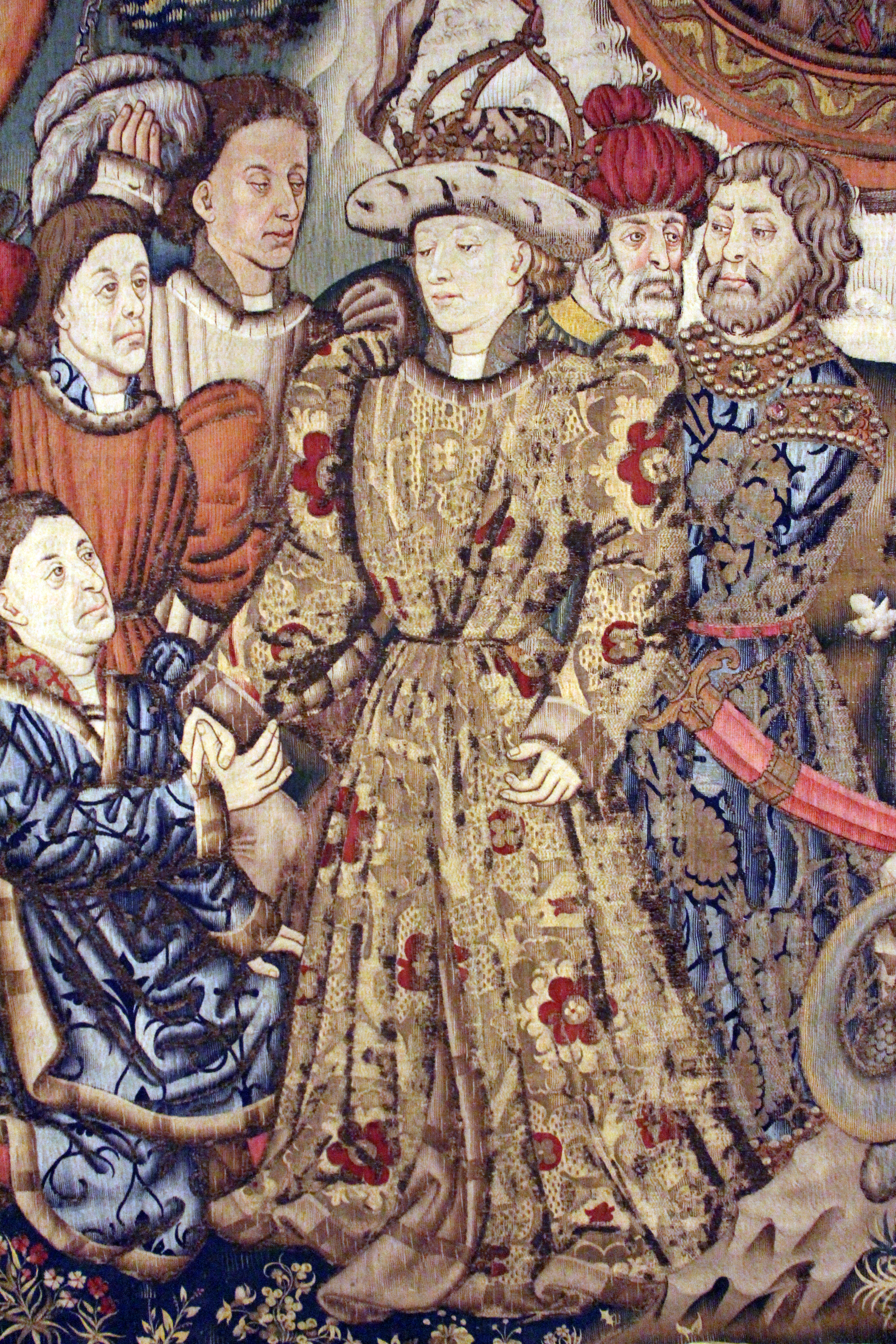
Tournai, arazzo con maturità di Alessandro Magno, 1460 ca,
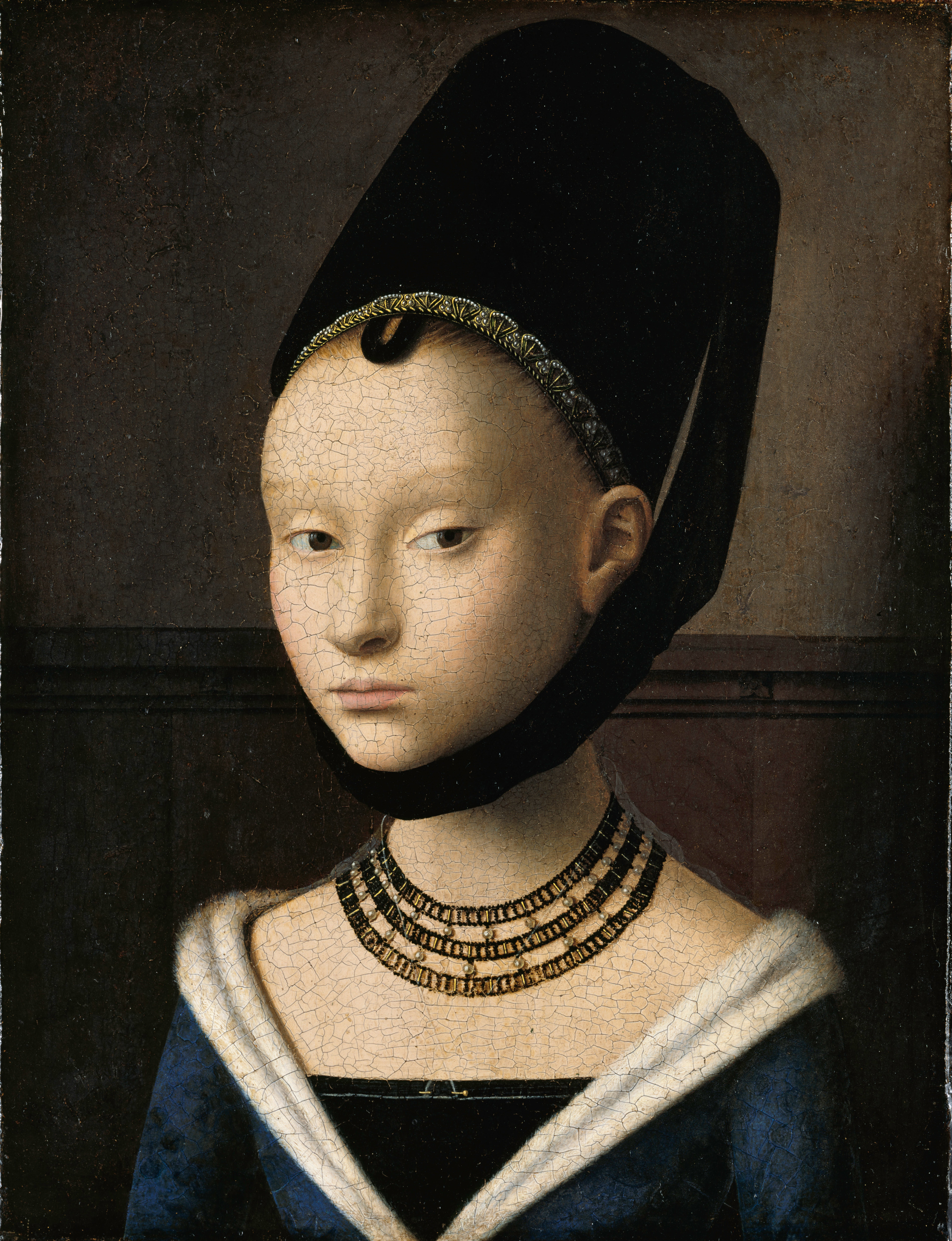
Petrus Christus, Ritratto di Fanciulla, verso il 1460

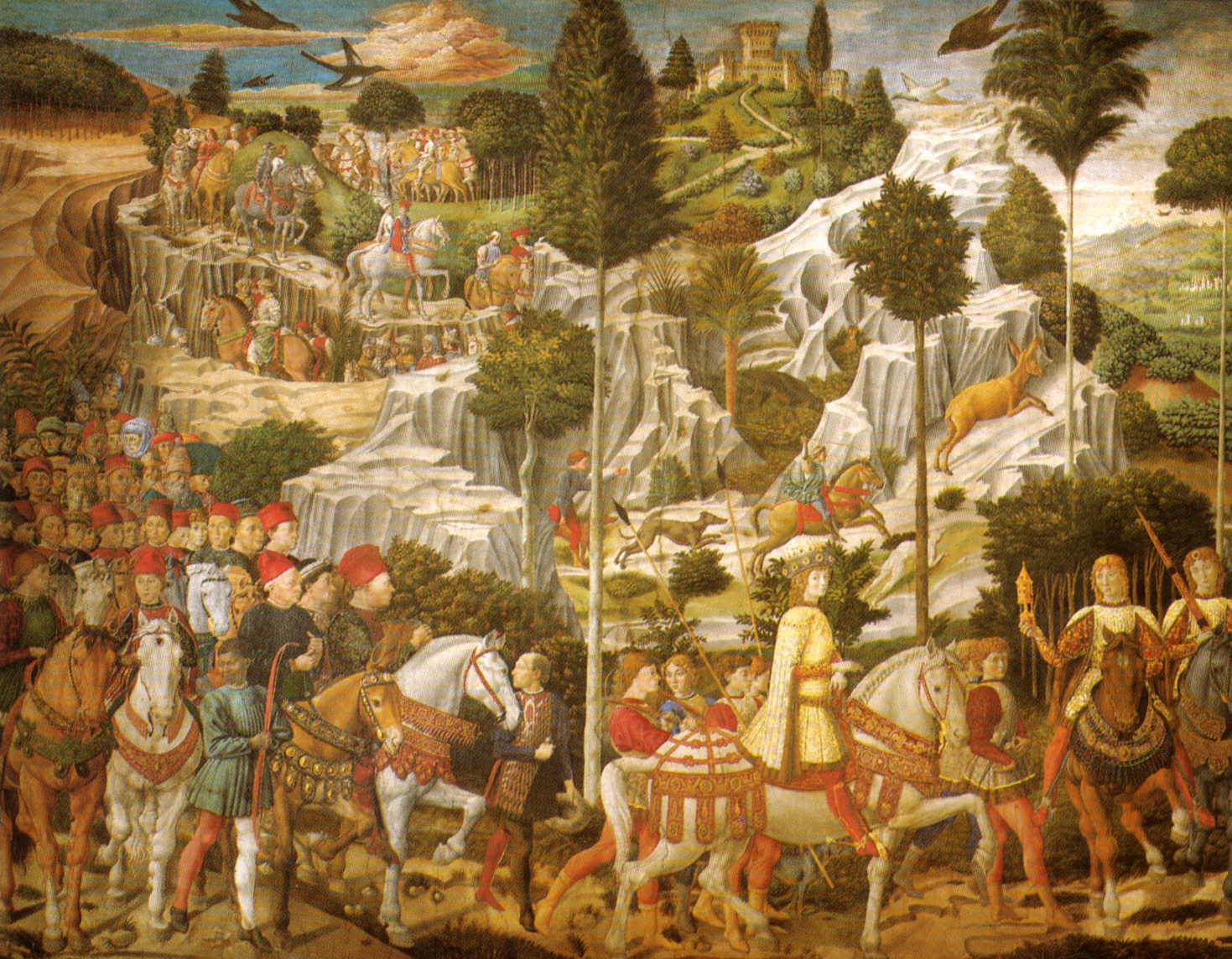
Corteo dei Re magi, parte con il giovane Lorenzo il Magnifico. Metà XV secolo circa

## Anni 1485-1500
Questa fase, databile dagli anni '80 al 1500, vede una semplificazione del vestiario, soprattutto quello maschile. Dagli anni '80 i cappelli si accorciano e diventano rigorosamente neri (specialmente in europa continentale) o rossi, ornati a volte da pietre preziose o spilli. I volti sono rasati, e i capelli con taglio a scalare arrivano dalla frangia fino alla fine del collo. A metà anni '80 i più giovani portano farsetti meno imbottiti, con colori che variano dal verde al blu scuro. Con la caduta del predominio borgognone, le spalline imbottite si riducono nel corso degli anni '80. I farsetti sono corti e attillati, lasciando scoperte le gambe che sono coperte da calze a tinta unita (Francia) o a due colori diversi (Italia). Si diffonde tra gli uomini un soprabito o molto corto (arrivando a coprire appena l'inizio delle brache) o molto lungo (arrivando ai piedi con a volte un lieve strascico). Questo soprabito inizialmente non differisce dalla forma della pellanda di metà secolo, ma, a differenza di questa, si porta spesso aperto o semiaperto (come gli odierni cappotti e giacche), lasciando intravedere o vedere del tutto il farsetto sottostante con la chemise rigorosamente bianca. I mantelli non scompaiono, e sono portati dai giovani come prima.
L'abbigliamento delle donne in Italia si unifica del tutto a quello europeo, salvo che per l'Hennin, che attecchisce di meno in Italia. L'importanza di Firenze come centro di produzione di vesti di broccato e damascate diffonde nuovamente nella moda europea femminile l'importanza di questi tessuti. Per l'uomo il damascato è usato solo sul soprabito, quasi mai sul farsetto, che è a tinta unita.
In Inghilterra, a causa della guerra delle due rose, queste nuove mode attecchiscono meno. I nobili usano portare i lunghi ed attillati soprabiti chiusi in cinta, col farsetto spesso impreziosito da gioielli orizzontali. A metà anni '90 l'Inghilterra elaborerà una sua moda, la "Tudor" (distinta in varie fasi) che condizionerà la moda del primo Cinquecento europeo. L''Inghilterra sarà destinata a diventare centro della moda tra il 1490 e il 1510.
A metà anni '80, per volere del re Carlo VII che non poteva usarle, scompaiono le poulaine, e vengono sostituite da calzari semplici di colore nero, oppure da stivali militari con risvoltino che diventano molto famosi tra il 1485 e il primo Cinquecento. La moda femminile conosce anch'essa una semplificazione vestiaria per cui attecchiscono lunghi abiti monocolore dapprima con scolli a V o a Barca, ed in seguito quadrati. Negli anni '90 le donne coprono i loro capelli (quasi sempre sciolti) con un panno rettangolare lungo di tessuto nero, che si trasformerà irrigidendosi nel copricapo femminile Tudor per eccellenza del primo cinquecento.
Alla fine degli anni '90 gli uomini adornano i loro farsetti e i loro soprabiti (corti o lunghi) con grosse collane d'oro a forma di catena. I tessuti dei farsetti sono fini ma non ricamati e poco impreziositi. Lo stesso vale per le donne, dove prevalgono il nero, il rosso e l'oro. Per la moda maschile i colori prevalenti sono invece il verde, l'ocra e il nero. L'influenza della moda Tudor a fine secolo fa sì che il soprabito maschile (portato sopra al corto e attillato farsetto) si allunghi fino ai piedi. Generalmente viene portato inizialmente allacciato, ma in seguito anche aperto. I soprabiti erano dotati, proprio come le pellande corte e le giornee, di maniche con doppia fessura. La lunghezza di queste pseudo-maniche tornò ad allungarsi negli anni '90 del secolo. I soprabiti maschili si arricchiscono di un'ampia pelliccia rettangolare che pende verso il basso.

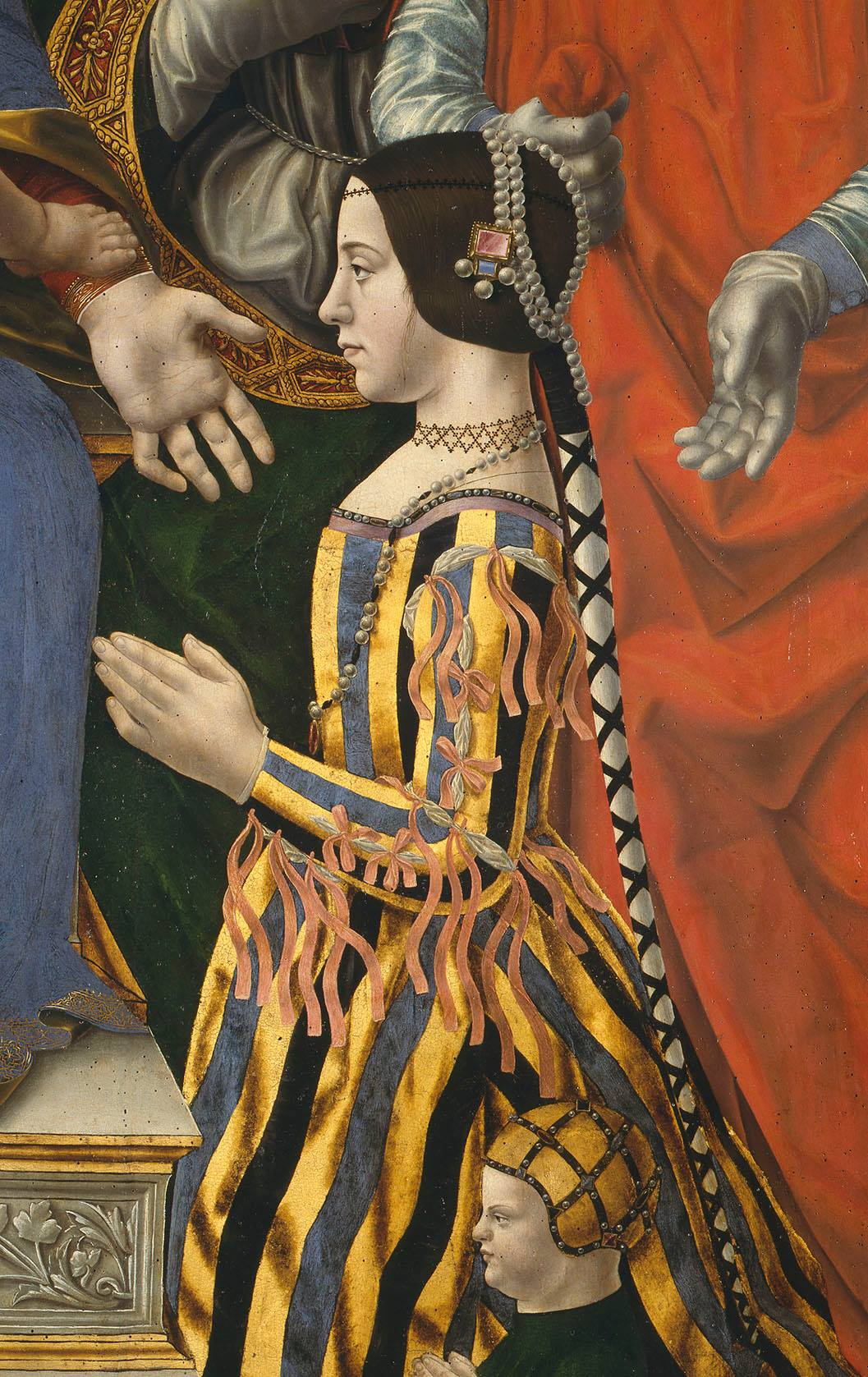
Moda milanese di fine Quattrocento: Beatrice d'Este nella Pala Sforzesca, 1494-1495. Si noti la raffinatissima gorgierina stretta al collo, anch'essa anticipazione della moda del Cinquecento.

In questo contesto spetta a Beatrice d'Este, inventrice di nuovi vestiti, il merito della diffusione della moda spagnola nel Settentrione d'Italia, con qualche innovazione. Gli elementi costitutivi di questa moda erano i seguenti: scarpe con suola alta dette pianelle, camore ricamate e decorate con una grande varietà di motivi (fra cui a liste verticali), sbernie, cinture strette in vita, manicotti, l'acconciatura detta a coazzone e scollature quadrate molto profonde in sostituzione degli abiti accollatissimi della generazione precedente, nonché, presumibilmente, anche la fantasia "del passo cum li vincij", ideata per lei da Niccolò II da Correggio, che riscuoterà un enorme successo nei decenni a venire, anche presso i reali di Francia, e presente in molti dipinti di Leonardo da Vinci.
Mentre per gli uomini era d'obbligo, l'uso femminile del cappello rimane assai raro: le donne preferiscono mostrare elaborate acconciature, completate da retine, veli o cuffie, mentre ai cappelli era riservata una funzione protettiva dal sole o dalle intemperie; una delle poche donne ad usare cappelli non per la loro funzionalità ma per puro scopo estetico fu, in quel periodo, la stessa Beatrice d'Este, non a caso anticipatrice della moda del Cinquecento: cappelli ingioiellati di seta nera e cremisi, adornati con penne o pennacchi di gazza, di airone e addirittura un "bonetto".
Agli inizi del XVI secolo, i capelli degli uomini più giovani sono lunghissimi e fluenti, talvolta accompagnati da basette lunghe e sottili. Nascono le maniche a prosciutto, molto ampie. Dalla Germania arriva invece un nuovo tipo di scarpa, "a Becco d'Anatra", che conquista prima i palcoscenici bellici delle tragiche Guerre d'Italia (Lanzichenecchi e Fanti Svizzeri li portano) ed in seguito le élite delle varie corti europee fino agli anni 1530. I colori maggiormente portati sono l'oro e l'azzurro alternati. I cappelli bassissimi sono ornati da piume molto lunghe ed ampie.
Negli anni 1510 fa il suo ingresso la barba completa, portata anche da Francesco I e Carlo V.
La moda femminile tra il 1490 e il 1510 varia invece pochissimo.

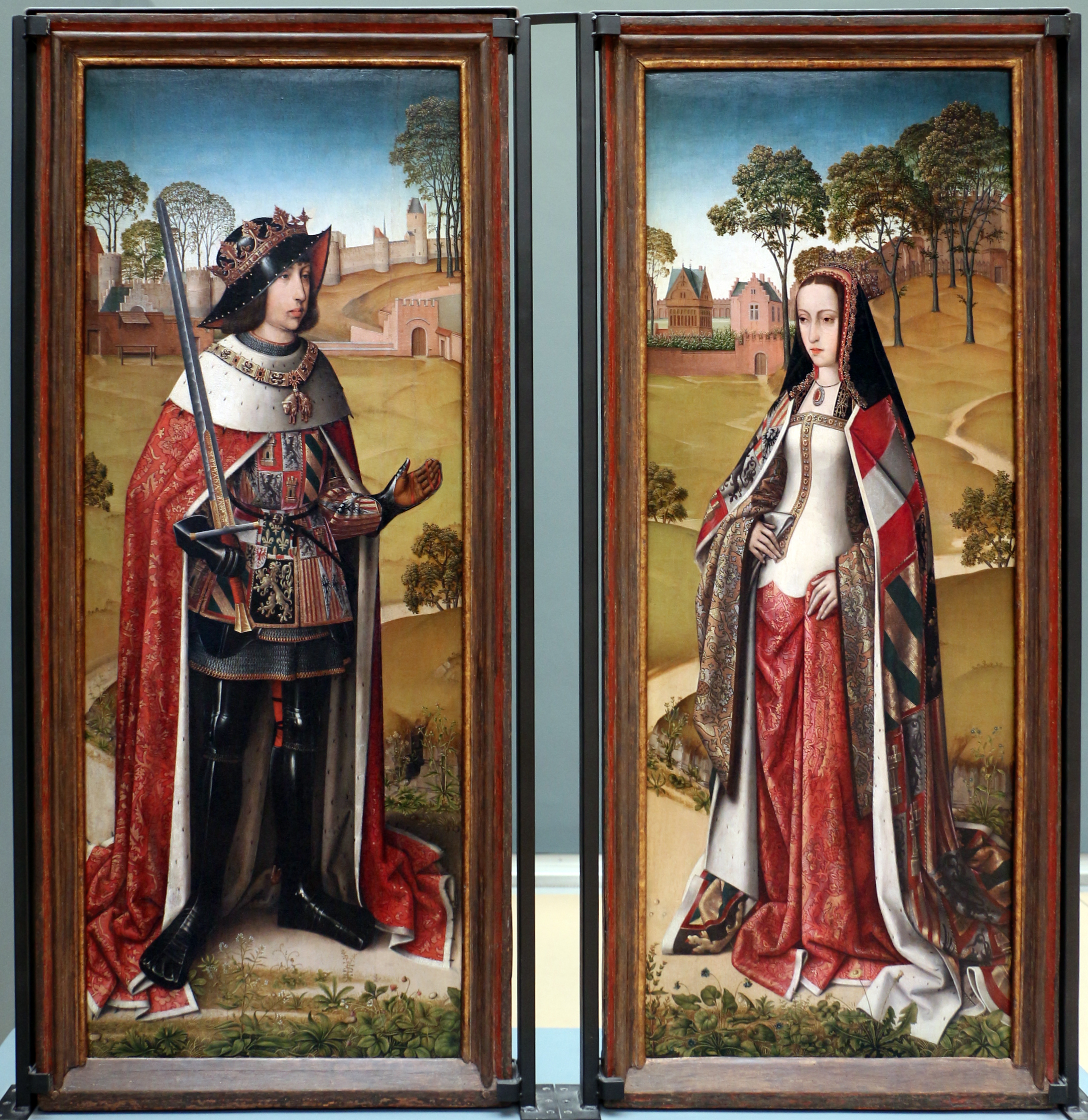
Scuola dei paesi bassi meridionali, ante del trittico di zierikzee, con filippo il bello e giovanna la pazza, 1495-1506
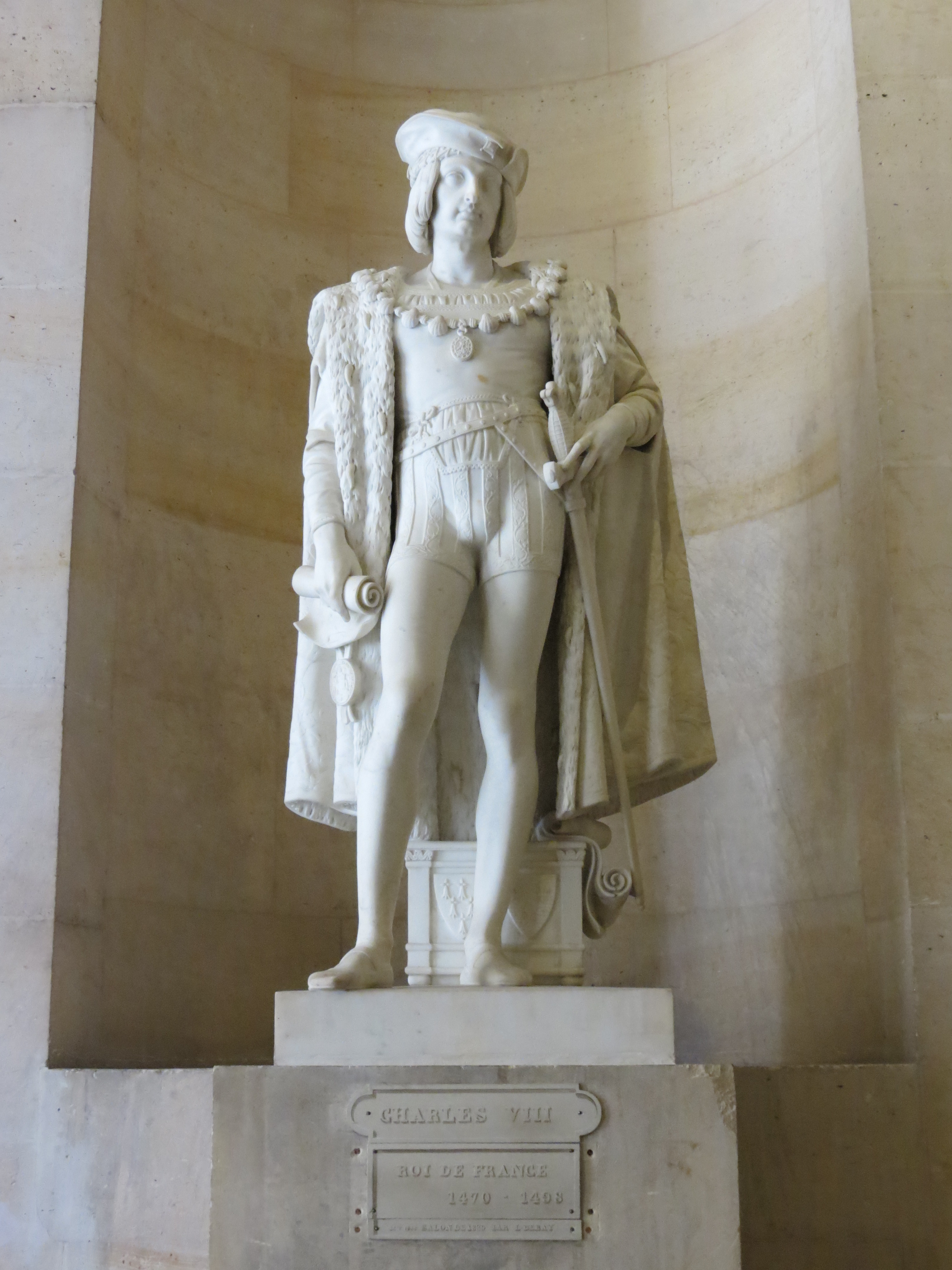
Statua di Carlo VIII di Francia , l'abbigliamento è tipico degli anni '90 del XV secolo
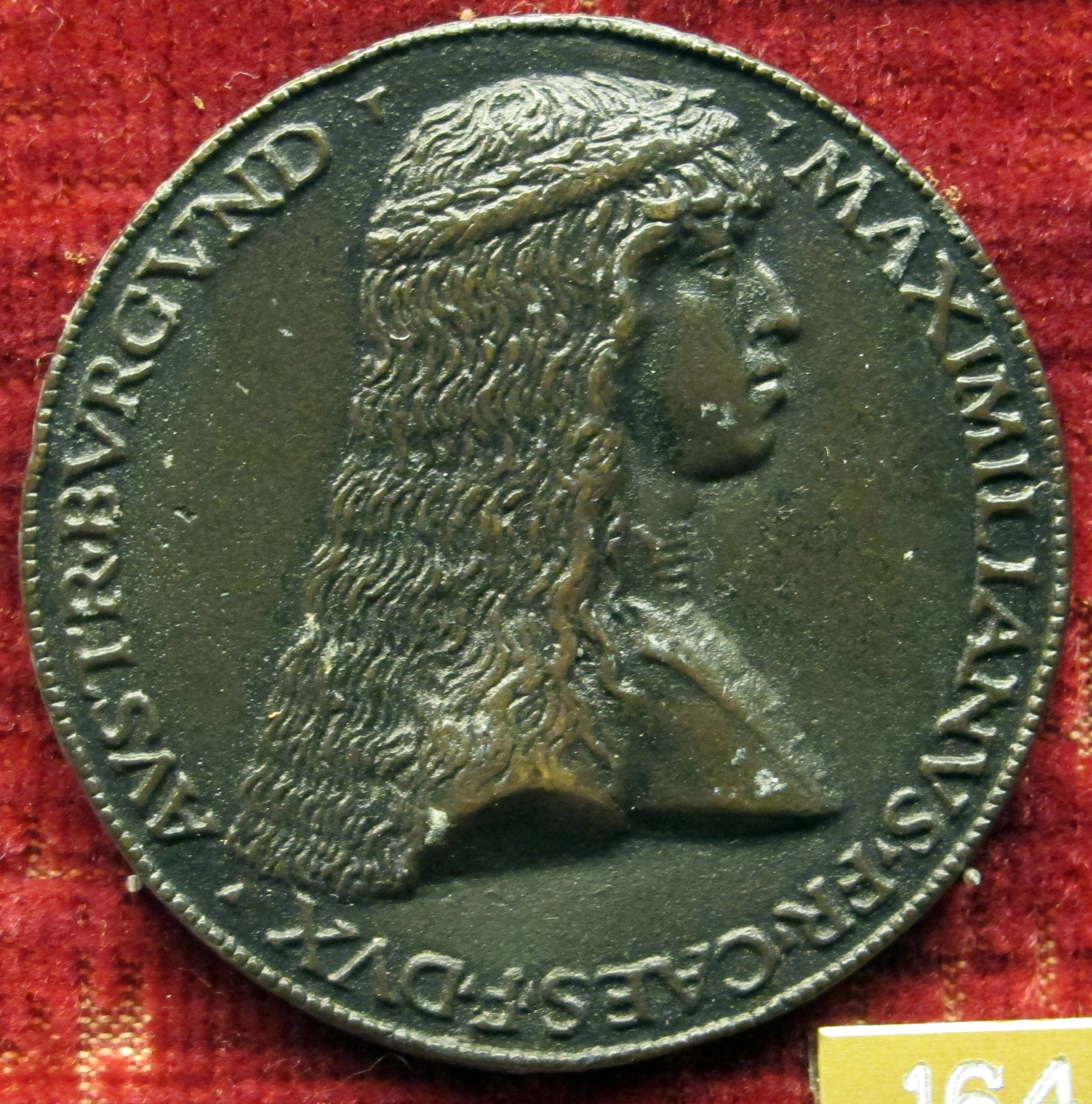
Moneta raffigurante Massimiliano I D'Austria . 1485-1490 c.a.
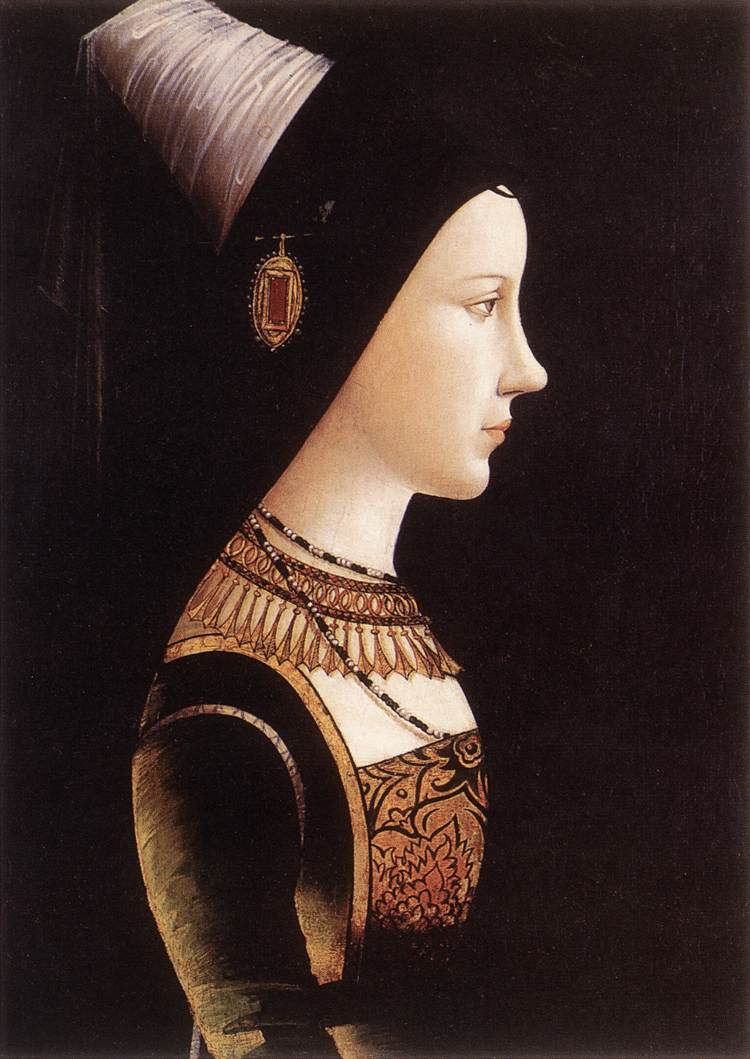
Maria di Borgogna, 1480 c.a.
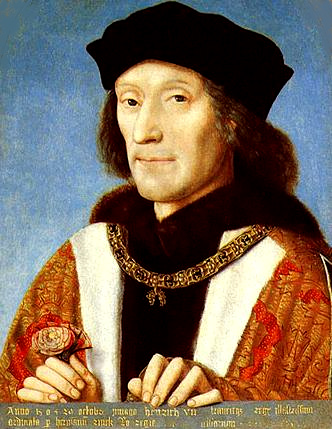
Enrico VII Tudor con soprabito damascato, 1490
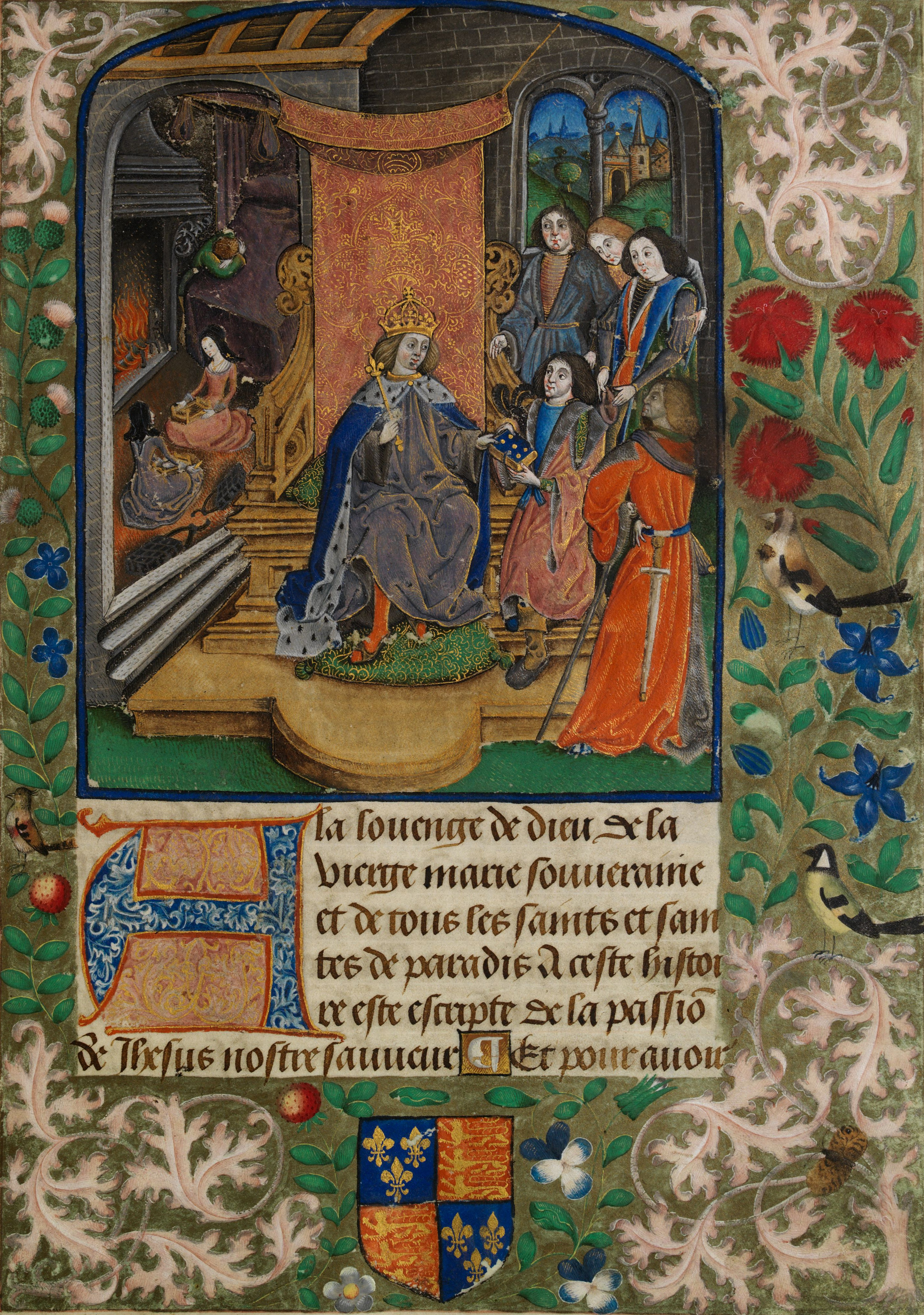
Enrico VII
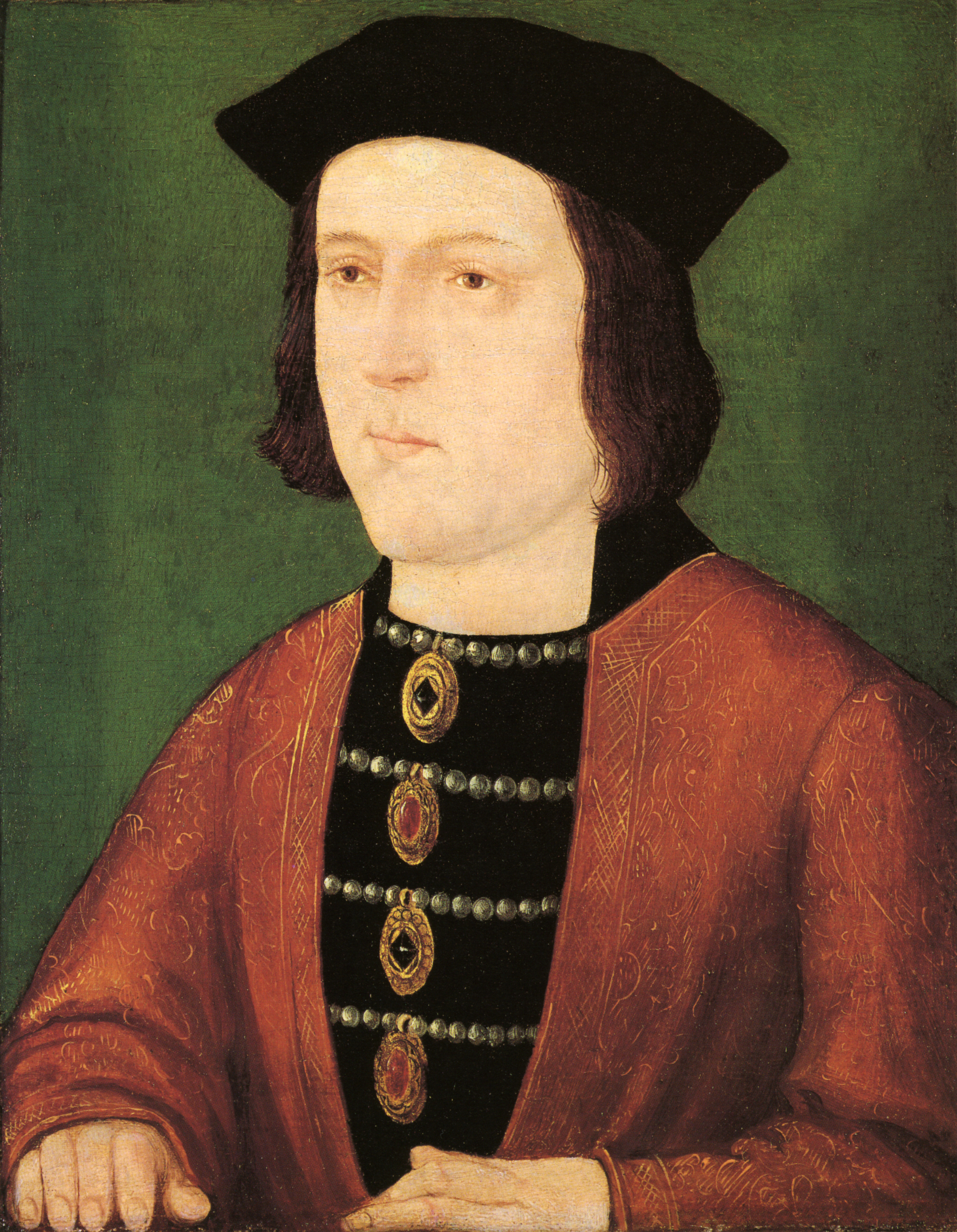
Edoardo VII, verso il 1480
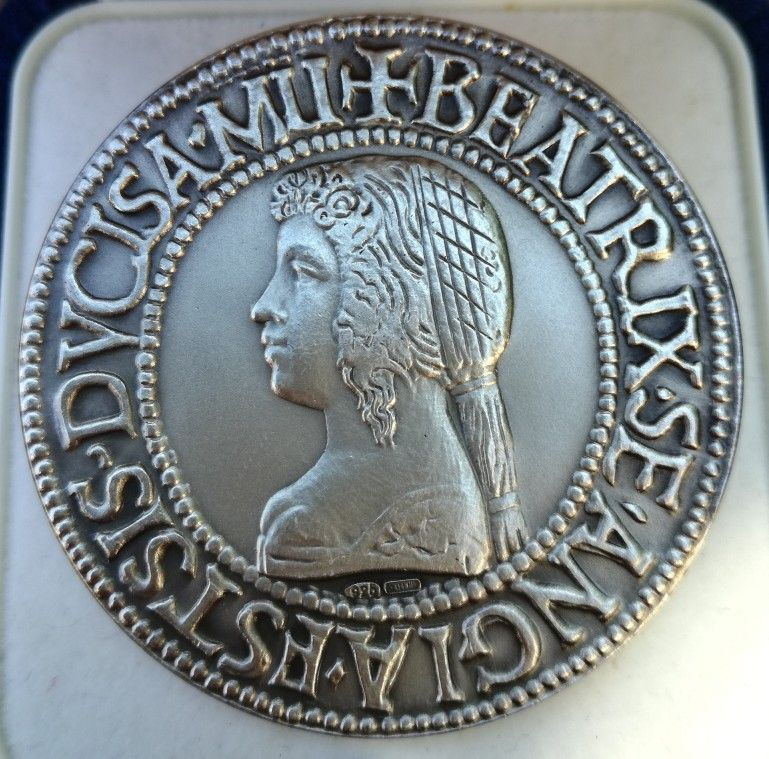
Testone di Beatrice d'Este con scollatura particolarmente profonda, coazzone e frangia di riccioli alla veneziana (1497).

### Bibliografiche
1. ↑  Giordano 2008, pp. 70 e 148.
2. ↑   Giornale della Società storica lombarda, Archivio storico lombardo, vol. 17, Società storica lombarda, 1890,  p. 382.
3. ↑   Isabella d'Aragona, la Dama dell'Ambrosiana e il cardinale sconfessato, su foglidarte.it.
4. 1 2  Storia del costume in Italia, Volume 2, Rosita Levi Pisetzky, 1964, p. 299.
5. ↑  Malaguzzi Valeri, pp. 410 e 737.